# 電気グルーヴ
電気グルーヴ（でんきグルーヴ）は、日本のバンド。1989年に結成され、テクノ、エレクトロを中心とした独特の音楽性と破天荒なパフォーマンスが特徴。世相を風刺した作品が多く、1990年代のサブカルの担い手 でもあった。日本国外向けにDENKI GROOVEの表記を使用することもある。主な略称は、「電気」、「電G軍団」「電グル」など。

## 概要
1989年4月に解散した人生（ZIN-SÄY!）のボーカリスト石野卓球、ピエール瀧、若王子耳夫を中心に同年結成。1990年、アルバム『662 BPM BY DG』でインディーズデビュー。その後、1991年にシングル「RHYTHM RED BEAT BLACK (Version 300000000000) / TMN VS 電気GROOVE」でメジャーデビュー後、アルバム『FLASH PAPA』で本格的にデビューした。シングル「N.O.」や「Shangri-La」などのヒット曲で知られる。初期の2年間は比較的メンバーの入れ替わりが多かったが、続く8年間は結成以来の石野と瀧に砂原良徳を加えた3人で活動し、安定した人気を築いた。砂原の脱退後は二人での活動が続いている。
ディスコやテクノポップ、ダンスミュージックから、テクノ、エレクトロニカ、アンビエントまで幅広い電子音楽の意匠を音楽的特徴としている。結成当初はボーカルスタイルにラップの方法論を取り入れていたため、ヒップホップグループに分類されることも多かったが、1993年のアルバム『FLASH PAPA MENTHOL』のリリース以降、より純粋に電子音楽を主体としたスタイルへと移行する。また日本国内での活動と並行して1995年にベルリンのMFSレーベルからシングル「虹」をリリースし、以降はMAYDAYへの参加など外国でのリリースやライヴ活動も精力的に行う。シュトックハウゼンの『光』で見られるような「被り物」をメンバーが行う ことも活動初期からあり、電子音楽の先人へのリスペクトがみられるのも特徴の一つである。
一方、前身となったインディーズバンド「人生」に代表される、かつてのナゴムレコード周辺の「ナゴム系」バンドに見られるユーモア、ジョーク、パロディ、ギャグによって真意を隠すスタイルも受け継いでおり、主にコミックソング系の楽曲に見られる特異な歌詞とパフォーマンス、発言の数々は音楽性と並んでサブカルチャー的な支持を集めている。一方で石野が細川ふみえや篠原ともえをプロデュースした際の可愛らしい歌詞や、最高売り上げ記録を持つシングルにして唯一のラブソング「Shangri-La」などの普段とは方向性が異なる表現も存在する。
メンバーはソロ活動も並行して行っており、石野は前述の篠原ともえのプロデュースや、世界最大規模のレイヴ・ラブパレードでのDJプレイ、ゲーム作品のBGMなども制作。砂原良徳は在籍中にリリースしたソロデビュー作『CROSSOVER』が非常に高く評価された。瀧は映画『ステレオフューチャー』や『ローレライ』で重要な役柄を演じたり、漫画雑誌『週刊少年チャンピオン』で連載していた『樹海少年ZOO1』の漫画原作を担当する（作画は漫☆画太郎）などタレント業・映像面で活動した。

## メンバー
- 石野卓球 - ボーカル、サンプリング
- ピエール瀧 - 瀧、ボーカル、サンプリング

最初に結成を呼びかけ、主に音楽的な方面でイニシアティヴをとるのは石野だが、メンバーが3人以上在籍する当時から、バンドのリーダーを瀧とする場合と石野とする場合と、その時々によって宣言は適当である。特にデカくて目立つという理由からか、TVのバラエティ番組等では瀧をリーダーとして紹介する場面も多々見られた。番組内で、「電気グルーヴの中で瀧さんは何の担当なのですか?」と訊かれ、「瀧です。」と答えたことから、瀧の担当パートは「瀧」とクレジットされている。
また「電気グルーヴの役割？他のバンドには俺がいないこと（笑）」とも語っている。

### 過去
- 砂原良徳

CMJKの後継プログラマーとして参加。愛称は「まりん」。電気グルーヴのオールナイトニッポン内でも一貫してまりんと呼ばれていたが、砂原はオールナイトニッポンの二部時代にパーソナリティとしてほとんど姿を現さなかった。作風がテクノ化すると、キーボーディストとしての露出が多くなった。
- 高橋嵐

プログラマーとして参加。
- 若王子耳夫（わかぷりんす みみお）

石野や瀧と同じく、前身バンド「人生」から電気グルーヴに参加したメンバー。ギターとストリングスを担当。ベースも弾く。かつて「人生」ではボーカルも担当しており、フロントメンバーのひとりであった。
代表曲「耳夫サンバ」は「人生」やナゴムレコードのファンだった初期のスチャダラパーもサンプリングしていた。瀧とは「悲しい」という別ユニット名も決定し、大槻ケンヂ率いる「まんが道」のステージにも参加したことがある。電気結成から間もない頃に宝島社から発売されていたビデオマガジン『VOS』の連載企画「電気グルーヴ的こころ」には石野、瀧、耳夫の元「人生」の三人で出演していた。電気の初代ギタリストとしては吉沢が（一時的とはいえ）先に在籍していた経歴があるため、この「電気グルーヴ的こころ」では二代目ギタリストとして紹介されている。高橋と共にアルバム『662 BPM BY DG』の発表と同時期に電気を脱退した後は、ナゴム時代の同僚バンド「死ね死ね団」に加入しての活動を経て、さらに「Badge714」に参加する。330 mimio名義で、CUBISMO GRAFICO FIVEにギタリストとして在籍していたが、2009年8月23日のライヴを最後に脱退。
- CMJK（1967年8月21日 - ）

宮城県仙台市出身。テクノバンド「Cutemen」での活動を一旦終了し、耳夫と高橋が脱退した後の1990年に電気グルーヴに加入。電子楽器のプログラミングと作曲を担当した。本名は北川潤（きたがわ じゅん）。
- 後藤 - ドラムス

石野いわく「彼、まだ辞めるって言っていないから、まだメンバー。電気グルーヴは、ピエール、卓球、後藤の3人」と話す（2018年3月1日放送、TBSラジオ『たまむすび』にて）。「最初の打ち合わせだけ来た幻のメンバー。辞めるって言ってないから、彼もまだ電気グルーヴのメンバー」と、石野はラジオで語っている。ただし、公式サイトのプロフィール欄に記載されているのは石野卓球、ピエール瀧の2人のみである。
※この他にもリハーサルまで参加した吉沢、人生（ZIN-SÄY!）の結成メンバーで東京初ライヴのみ参加したK太など一時的に在籍したメンバーも複数存在する。なおサポートメンバーであるDJ TASAKA、KAGAMI、渡部高士、agraphに関しては#電気グルーヴと関わりの深い人物の項目で後述する。

## 略歴

### 1980年代
- 1989年

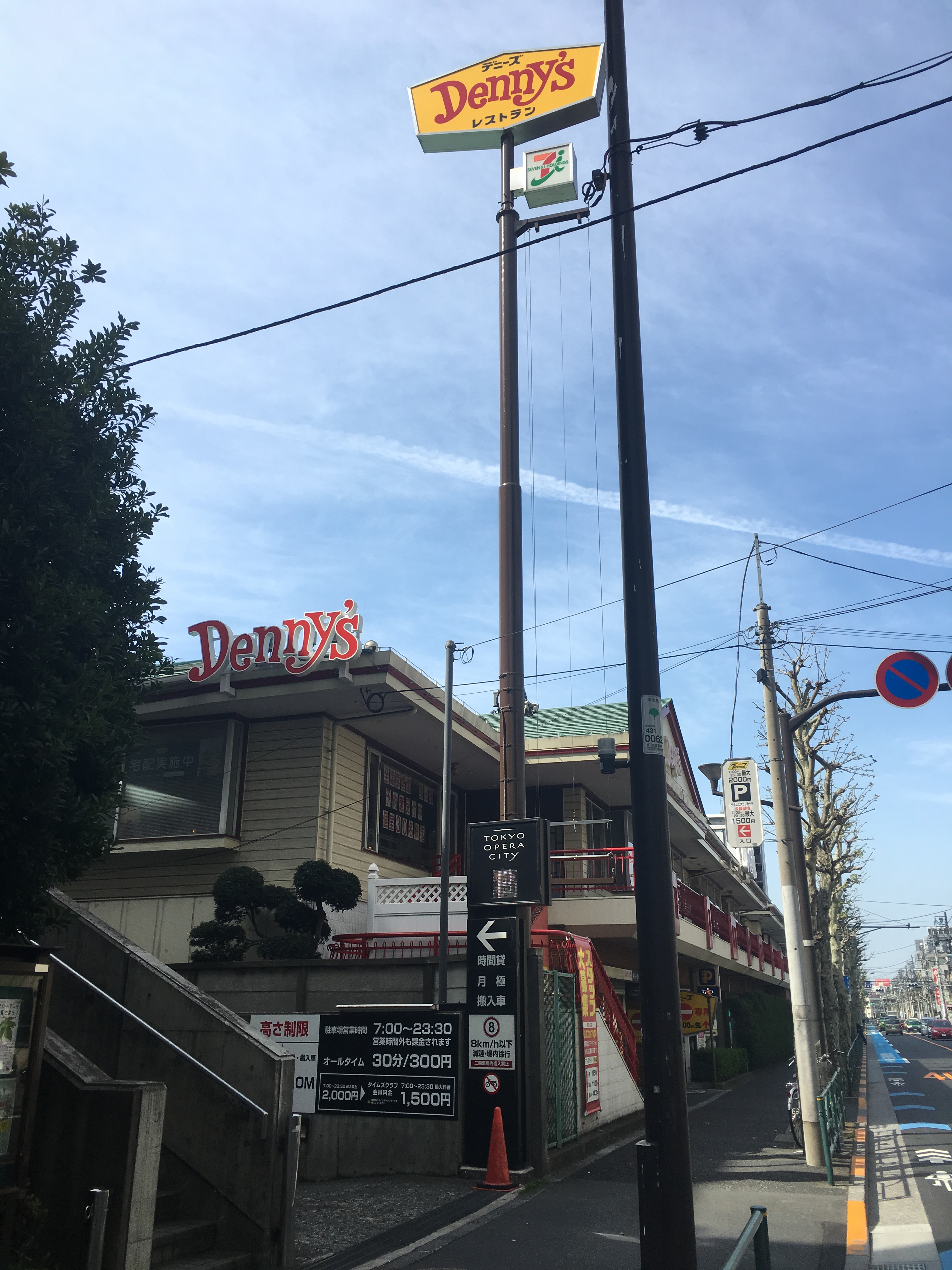
人生（ZIN-SÄY!）解散翌日の1989年4月27日、電気グルーヴは初台駅近くのデニーズ西新宿店で石野卓球とピエール瀧を中心に結成された。

  - アシッド・ハウスやヒップ・ホップに触発され、特にパブリック・エナミーやポップ・ウィル・イート・イットセルフに多大な影響を受けていた石野卓球はインディーズバンド「人生（ZIN-SÄY!）」（ナゴムレコード所属）にこれらの要素を取り入れようと試行錯誤していたが、バンド編成になっていた人生でそれを実現することは難しく活動を続けていくことに限界を感じていた。
  - その後、メンバー・おばば（EX分度器）の脱退を機に東京、名古屋、大阪でラストツアー「おばば崩御 さよならおばば（EX分度器）ツアー」を敢行。4月26日、梅田のバーボンハウスでのライヴを最後に人生は解散する。
  - 4月27日 - 人生解散の翌日に石野はピエール畳（瀧）、若王子耳夫、高橋嵐、吉沢、K太、後藤らを誘い、デニーズ西新宿店で電気グルーヴを結成する[注釈 4]。当初の固定メンバーは、石野（ヴォーカル・プログラミング）、瀧（瀧）、耳夫（ギター）、高橋（アラシ、プログラミング）の4人[注釈 5]。
  - 8月20日 - 大阪・十三ファンダンゴでデビューライヴを行う。このライヴでは「人生」解散当時の石野の心情を歌った「N.O.」も披露された[13][14][15]。なお石野はセーラー服を身にまとい、瀧は彼女の手製の帽子、高橋はネクタイ姿、耳夫は交通事故のため欠場した。対バンはファンダンゴで同じくデビューライヴを行ったウルフルズ。
  - 12月7日 - 新宿LOFTで東京初ライヴ。対バンはナゴムレコードのレーベルメイトであった死ね死ね団。

### 1990年代
- 1990年
  - 5月7日 - 新宿サウンドハウスの公演終了後に耳夫と高橋が脱退する。
  - 6月25日 - インディーズのSSE COMMUNICATIONSからアルバム『662 BPM BY DG』をリリース。同時期に石野、瀧、CMJK（プログラミング）の3人にメンバーを一新する。
- 1991年
  - 2月1日 - TMNのシングル「RHYTHM RED BEAT BLACK (Version 2.0)」カップリング曲「RHYTHM RED BEAT BLACK [Version 300000000000]（三那由他ヴァージョン）」でメジャーデビュー。これは1990年8月にTMに言及しながらラジオで流れた電気の曲を、たまたま聴いていた小室哲哉が「商品になっている」「音楽もキャラクターも完成された面白さを持っている」「TMを踏み台にして乗り越えてくれれば」と気に入って企画されたものである[16][注釈 6]。
  - 4月10日 - メジャーデビューアルバム『FLASH PAPA』リリース。
  - 5月9日 - 原宿ルイードにてCMJKの脱退記者会見を石野と瀧が全裸で行う[18]。
  - 6月6日 - エル・パーク仙台の公演終了後にCMJKが脱退。その後、かねてから付き合いのあった良徳砂原（よしとく・すなはら。のち砂原良徳、愛称：まりん）が加入し、ライヴを主とした活動を展開する[注釈 7]。
  - 6月8日 - 石野と瀧がニッポン放送の『オールナイトニッポン』土曜2部のパーソナリティを担当（1992年10月に火曜1部に昇格後、1994年3月まで）。「お薦め」コーナーで石野が紹介した外国の最新テクノ・トラックの数々は、リスナーへのテクノ啓蒙的な役割を果たす（実際に石野によるテクノ・コンピレーション盤の企画が実現している）。番組内での出来事・事件については『電気グルーヴのオールナイトニッポン』を参照。
  - 8月23日 - 瀧が演歌歌手の瀧勝としてシングル「人生」リリース。
  - 10月10日 - シングル「MUD EBIS/COSMIC SURFIN'」リリース。
  - 11月21日 - アルバム『UFO』リリース。
- 1992年
  - 10月21日 - シングル「SNAKEFINGER」、アルバム『KARATEKA』リリース。
  - 11月2日 - 全国ツアー「全国鼻毛あばれ牛」にて、初の日本武道館公演を行う。
- 1993年
  - 5月21日 - ファーストアルバムのリミックスアルバム『FLASH PAPA MENTHOL』リリース。同日、ストップ・ザ・エイズキャンペーンの一環として、当時のオールナイトニッポンのパーソナリティー全員によるシングル『今、僕たちにできる事』リリース。石野卓球とピエール瀧は「強制されてやるものではない」との考えからレコーディングには参加せず、寄せ書きのみ参加している[注釈 8]。
  - 8月1日 - 子門'z名義でシングル「トランジスタラジオ」リリース。
  - 11月 - 『ダウンタウン汁』（TBS）にゲスト出演  。
  - 12月1日 - アルバム『VITAMIN』リリース。石野が当時旅先のイギリスで体験したアシッド・リヴァイヴァルの衝撃を初期衝動に制作されたこのアルバム以降、それまでのギャグ路線は影を潜め、電気は本格的なテクノに挑戦し始める[注釈 9]。また、この頃から石野は音楽以外の仕事を控えるようになる。当時レギュラーを務めていたテレビ番組『モグラネグラ』（テレビ東京）も音楽制作に集中したいという理由から降板した。
- 1994年
  - 2月2日 - シングル「N.O.」リリース。
  - 4月 - 『ポンキッキーズ』（フジテレビ）に瀧がレギュラー出演。電気として番組に楽曲「ポポ」を提供する[注釈 10]。
  - 8月1日 - 企画アルバム『DRILL KING ANTHOLOGY』リリース。
  - 11月2日 - シングル「ポポ」リリース。
  - 12月1日 - アルバム『DRAGON』リリース。このアルバムに収録された『虹』はドイツのMFSレーベルからもシングルとして発売され、電気グルーヴが外国でも活動する足がかりをつくった。
  - 12月10日 - シングル「カメライフ」リリース。
- 1995年
  - 4月21日 - シングル「虹」リリース。
  - 8月2日 - ボックスセット『PARKING』をリリース。電気グルーヴとしての名義になっているが、メンバーそれぞれのソロ作品をパッケージし、特別リミックスシングル等を追加したものである[注釈 11]。
- 1996年
  - 3月1日 - 各自の充実したソロ活動を経て、久々にアルバム『ORANGE』をリリース。本作では再びギャグ要素を取り入れている[注釈 12]。
  - 5月22日 - シングル「誰だ!」リリース。
- 1997年
  - 3月21日 - シングル「Shangri-La」リリース。当初は売れなかったものの、同年5月頃からオンエアされた日産・テラノのCMでタイアップ曲として使用され、それをきっかけに徐々にセールスを伸ばし、ついに同年7月にはオリコン週間ランキングトップ10にランクインを果たした[注釈 13]。
  - 5月14日 - アルバム『A（エース）』リリース。最終的にはシングル・アルバム共に50万枚近く売り上げる[注釈 14]。
  - 12月1日 - シングル「ポケット カウボーイ」リリース。
- 1998年
  - 砂原、石野ともに、ソロアルバムをリリース。特に石野は『VOXXX』までに三枚のソロアルバムを発表する。
  - 3月1日 - 『A』のリミックスアルバム『recycled A』リリース。
- 1999年
  - 4月2日 - 突如砂原良徳が脱退。石野・瀧の2人での活動となる。同年、DJ TASAKA・渡部高士をサポートメンバーとしヨーロッパツアー。また石野自ら主宰するレイヴイベント「WIRE（ワイアー）」が始まり、同メンバーで参加。
  - 7月1日 - シングル「FLASHBACK DISCO」リリース。
  - 12月1日 - シングル「Nothing's Gonna Change」リリース。

### 2000年代
- 2000年
  - 2月2日 - 砂原脱退後初のアルバム『VOXXX』リリース。アルバム制作とライヴ・ツアー「ツアーツアー」サポートメンバーとしてDJ TASAKA、KAGAMI、渡部高士が参加。
  - 7月19日 - 「ツアーツアー」の模様をスタジオで編集したライヴ・アルバム『イルボン2000』をリリース。
- 2001年
  - 7月25日 - 2枚組セルフ・トリビュート・アルバム『The Last Supper』をリリース後、9月に行なわれた「WIRE01」でのライヴを最後に、NHK-BSの特別番組内にて電気グルーヴの活動休止を宣言[注釈 15]。
- 2004年
  - 3月24日 - 3年の沈黙を破って新曲を含めた初のベスト・アルバム『SINGLES and STRIKES』をリリース。
  - 7月 - 「WIRE04」で本格的に活動を再開。
  - 12月22日 - DVD『ニセンヨンサマー〜LIVE&CLIPS〜』リリース。
- 2005年
  - 4月27日 - 「電気グルーヴ×スチャダラパー」としてスチャダラパーとのコラボレート開始。J-WAVE2005年春のキャンペーン・ソングであるシングル「Twilight」リリース。
  - 6月22日 - セカンド・シングル「聖☆おじさん」リリース。
  - 6月29日 - フル・アルバム『電気グルーヴとかスチャダラパー』発売。
  - 8月 - 「SUMMER SONIC'05」、「RISING SUN ROCK FESTIVAL'05」に出演[注釈 16]。また、瀧に第一子が誕生。石野いわく「バカ親」と評するほどの溺愛ぶりを「メロン牧場」において披露した。
- 2006年
  - 7月 - 7日、岡本太郎の壁画「明日の神話」復元後の除幕イベントにライヴアクトとして出演。また、その様子を生放送で伝えた日本テレビの特別番組では「弾けないギターを弾くんだぜ」のリミックスバージョンがOPテーマに採用された（これを使用した映像とクロスオーバーするかたちで本人らが登場）。これ以降「LIQUIDROOM 2nd ANNIVERSARY」のワンマン公演、「フジロック・フェスティバル'06」、「Big Connect'06」等でのライヴより本格的な活動を再開した[注釈 17]。
- 2007年
  - 10月24日 - ライヴDVD『Live at Fuji Rock Festival 06』発売。
  - 12月5日 - 約8年ぶりのシングル「少年ヤング」リリース。ナゴムレコード時代の盟友大槻ケンヂ原作でケラリーノ・サンドロヴィッチが監督を務める映画『グミ・チョコレート・パイン』のエンディングテーマとして書き下ろされた曲である[注釈 18]。
- 2008年
  - 2月14日 - シングル「モノノケダンス」をリリース。テレビアニメ『墓場鬼太郎』のオープニング主題歌として使用された。[注釈 19] ジャケットは水木しげる描き下ろしで、水木タッチの石野と瀧が描かれている。
  - 4月1日 - リキッドルームにて「こう言えば三太夫 〜ニューアルバム『J-POP』発売記念ライヴ〜」を開催。オープニングアクトのDJにTASAKA、電気のLIVEにはサポートにKAGAMIを加えた構成でスタートするが、中盤で演奏の「ママケーキ」よりサプライズゲストとして砂原が登場。およそ10年ぶりに電気のステージに加わり演奏[注釈 20] した。
  - 4月2日 - 『VOXXX』以来、8年2ヶ月ぶりとなるアルバム『J-POP』をリリース。初回限定盤には「少年ヤング」と「モノノケダンス」のPVを収録したDVDが付属する。また、これに先駆けHP上にて「電気グルーヴワークショップ」なる企画を展開。アルバム発売日までに目下作業中の現場より、製作中のデモや素材などが途中報告として随時アップロードされるというものである。[注釈 21]
  - 10月15日 - 『J-POP』から半年という異例のスパンで、オリジナル・アルバム『YELLOW』をリリース。
  - 11月2日 - 「ツアーツアー」以来8年ぶりとなる全国ツアー「叫び始まり爆発終わり」スタート。名古屋、大阪、福岡、東京2daysに加え、札幌での特別公演、東京リキッドルームでの追加公演を含めた全7公演を行う。3時間を超すプログラム、電気グルーヴ史上初アンコール登場も行った。
  - DJ OZMAのラストアルバムにおいて「人生」時代の代表曲「オールナイトロング」をカヴァーしたいというオファーを受けていたが、元々インディーズ時代の楽曲であるため著作権登録していないことが発覚。加えて童謡「クラリネットをこわしちゃった」から一部の歌詞とメロディを引用している為、改めて日本語訳詞の著作権者に許諾を打診するものの[注釈 22]「キンタマはNG」との判断により却下。オリジナルバージョン発表から20余年を経て発禁となったことを翌年掲載の連載「メロン牧場」で吐露している[注釈 23]。
- 2009年
  - 結成20周年。
  - 2月4日 - 『YELLOW』からのシングルカット「The Words」をリリース。表題作はアルバムミックスとは異なり歌詞も日本語で歌われている。他にも「完璧に無くして」のオルタネイティブミックス、「Mojo」の完全版を含む全4曲を収録。ジャケットのタイトルはツアーでのVJ(DEVICE GIRLS)から。
  - 2月25日 - ライヴDVD「レオナルド犬プリオ」リリース。内容は「叫び始まり爆発終わり」の東京SHIBUYA-AX2日目（追加公演を除いたツアー最終日）の様子を一部MCを除き完全収録(DVD2枚組)。今回も石野、瀧、KAGAMI(LIVE SUPPORT)、牛尾憲輔(ウシオケンスケ／楽器担当／agraph)による2時間30分に及ぶ副音声と、映像スタッフぶーやんによるツアー密着映像が収録されている。初回盤に限り音源化されたCDが付属する4枚組仕様。
  - 3月23日 - 「モノノケダンス」MVA(SPACE SHOWER MUSIC VIDEO AWARDS)09 GROOVE VIDEO部門 BEST GROOVE VIDEO受賞。BEST VIDEO OF THE YEAR受賞。
  - 4月15日 - 「レオナルド犬プリオ」Blu-ray版リリース。DVD版と同一の内容だが、高解像度・高音質な本編映像に加え、特典映像を含むですべての内容が1枚のディスクに収められている（CD音源は付属しない）。
  - 7月11日 - 結成20周年を記念したワンマンライブ「俺っちのイニシエーション」を東京・LIQUIDROOM ebisuにて開催。公演時間3時間45分。そのうちトークが4割強を占める[注釈 24] という構成であった[注釈 25]。ハリウッドザコシショウ(オープニングアクト)[注釈 26]、篠原ともえ、CMJK、天久聖一(瀧とのユニット「イボピアス」として登場)、そして死んだはずの瀧勝らをゲストに迎えた。来場者特典として1970年代に放送された特撮番組「電人ザボーガー」の写真にメンバーの顔写真をコラージュした下敷きがプレゼントされた。
  - 7月11日 - 東京・LIQUIDROOMギャラリーにて「電気展」を同年8月まで開催。歴代の衣装やライブ写真などが展示された。
  - 8月19日 - 20周年記念ベストアルバム「20」リリース。初回限定盤はアルバム&ボーナスディスクにDVDを加えた3枚組仕様。
  - 11月18日 - シングル「Upside Down」をリリース。

### 2010年代
- 2010年
  - 2月1日 - 「タランチュラ」MVA(SPACE SHOWER MUSIC VIDEO AWARDS)10 CONCEPTUAL VIDEO部門ノミネート。
- 2011年
  - 4月6日 - ベストアルバム「電気グルーヴのゴールデンヒッツ〜Due To Contract」をリリース。
- 2012年
  - 4月18日 - シングル「SHAMEFUL」をリリース。ロッテの「ZEUS」のCMソングとしても使われた。
  - 4月30日 - キューンレコード20周年記念ライブ「キューン20 イヤーズ&デイズ」に出演。
- 2013年
  - 1月16日 - シングル「Missing Beatz」をリリース。
  - 2月25日 - 「叫び始まり爆発終わり」から5年ぶりのツアー「ツアーパンダ2013」を開始。3月12日・13日のダイバーシティ東京にて、石野の提案で「Twitterで嘘を流そう」と客席に呼びかけた[注釈 27][19]。
  - 2月27日 - アルバム『人間と動物』をリリース。ジャケットデザインには、元メンバーの砂原良徳が制作したパンダのマークが使用されている。
  - 12月8日 - ケラリーノ・サンドロヴィッチ生誕50周年記念・ナゴムレコード30周年ライブ「ケラリーノ・サンドロヴィッチ・ミューヂック・アワー」に「電気グルーヴ Plays 人生」として出演。脱退した砂原もサポートメンバーとして参加し、約24年ぶりに人生の曲を演奏した。
- 2014年
  - 結成25周年を記念して様々なライブイベントやメディアに出演。
  - 10月29日 - 25周年記念ミニアルバム「25」発売。2525枚生産の限定版には7インチレコードが付属。また、「J-POP」から「25」までのアルバムがハイレゾ音源として配信開始された。同日から25周年記念ツアー「塗糞祭」開始。CMJK、スチャダラパー、砂原良徳をスペシャルゲストに迎え、11月7日・8日にはDJ TASAKA、11月8日には天久聖一も登場した。
- 2015年
  - 2月25日 - シングル「Fallin' Down」をリリース。Twitterの電気グルーヴ公式アカウントがリリース記念として「#電気グルーヴのフォリダン」のハッシュタグをつけて新曲の感想をツイートするとプレゼントが貰える企画を発表。なぜかアーティストには知らされておらず、Twitter上で初めて知った石野が「全く知らなかった、何コレ？ 寒過ぎ！絶対に参加しないで」とツイートしてその日のうちに中止となった「フォリダン事件」発生[20]。
  - 12月26日 - 自身初のドキュメンタリー映画『DENKI GROOVE THE MOVIE? 〜石野卓球とピエール瀧〜』（監督：大根仁）が公開[21]。期間限定上映の予定だったが、上映は翌年3月まで延長された。
- 2016年
  - 3月4日 - 映画公開記念ツアー「お母さん、僕たち映画になったよ。」開始。
- 2017年
  - 3月1日 - アルバム『TROPICAL LOVE』発売。これに伴い、3月12日の北海道・Zepp Sapporoから3月24日と25日の東京・Zepp Tokyoまで、6会場7公演にわたるツアー『TROPICAL LOVE TOUR』を開催。
- 2018年
  - 1月10日 - シングル『MAN HUMAN』発売。表題曲はNetflix限定配信アニメ『DEVILMAN crybaby』の主題歌として書き下ろされた。また同アニメの特別EDとして使用される、石野卓球と七尾旅人のユニット“卓球と旅人”によるオリジナル曲『今夜だけ』を追加収録したシングル『MAN HUMAN / 今夜だけ』を同時リリース。
  - 2月21日 - 3月より東京・大阪にて行われるワンマンライブ「クラーケン鷹」（全3公演）のライブ会場にて、テレビアニメ『ポプテピピック』のコラボTシャツが発売[22]。シークレットゲストに盟友日出郎を迎える[23]。
- 2019年
  - 結成30周年。ピエール瀧のグループ活動においての芸名を「ウルトラの瀧」に1年間限定で改名[24]。
  - 1月23日 - 結成30周年アルバム『30』をリリース予定。また3月2日の福岡・Zepp Fukuokaから3月16日の東京・Zepp Tokyoまで、アルバムの発売を記念したツアー『電気グルーヴ30周年“ウルトラのツアー”』を開催予定（全5公演）。
  - 3月12日 - メンバーのピエール瀧が、麻薬及び向精神薬取締法違反の容疑で逮捕される[25]。これに伴い全国ツアー『電気グルーヴ30周年“ウルトラのツアー”』の東京・Zepp Tokyo公演の中止が発表された[26]。また、電気グルーヴに関連した音源、映像を記録した媒体の出荷停止及び店頭在庫の回収、及びデジタル配信が停止された[27][28]。
  - 3月26日 - 視聴不可能となった電気グルーヴの音楽のみを5時間連続でプレイする緊急プログラム「『DJ Plays“電気グルーヴ”ONLY!!』5HOURS!!!!! BROADJ♯2703 - WHO IS MUSIC FOR? MUSIC IS FOR EVERYONE!」がDOMMUNEで組まれる[29]。同番組はTwitterトレンドで4時間にわたり日本1位・世界4位を記録し、DOMMUNE開局以来最高PVの40万超えを記録した[30]。
  - 事件の影響で電気グルーヴの作品が回収となったが、それに反対するChange.orgの請願に64,000人が署名し、ソニー・ミュージックレーベルズに提出された[31]。
  - 4月2日 - ピエール瀧の起訴を受けて瀧とソニー・ミュージックアーティスツとのマネジメント契約を終了[32]。
  - この時期、加熱するマスコミ報道によって、電気グルーヴ解散の噂も出たが、石野卓球は集まった報道陣に対してそれらの噂を全否定している。4月下旬には保釈されたピエール瀧と再会時の写真をTwitterに上げている。
  - 6月30日 - ソニー・ミュージックアーティスツとのマネジメント契約を終了[33]。
  - 11月18日 – 11月18日18時、電気グルーヴのホームページ上で、新マネジメント会社として『macht inc.』を発足したことを発表した。これに伴い、公式サイトのリニューアル、インスタグラムやYouTubeアカウントの新設、Webショップ『DENKI GROOVE ONLINE STORE』と新ファンクラブ「DENKI GROOVE CUSTOMER CLUB」をオープンさせた。 新会社名の「macht」とはドイツ語で「makes (=制作する)」を意味する。同日付で電気グルーヴはソニー・ミュージックアーティスツから移籍。

### 2020年代
- 2020年
  - 4月3日、FUJI ROCK FESTIVAL 2020の最終日ヘッドライナーとしての出演が発表され[34]、活動再開を飾るライブとなるはずだったが、新型コロナウイルスの影響でフェスが翌年に開催延期となった[35] ため、復活ライブも延期となった。
  - 6月19日、CD・映像商品の出荷、およびApple MusicやYouTubeなどでの配信が再開。
  - 8月24日、2年半ぶりとなるシングル『Set you Free』を配信。”FUJI ROCK FESTIVAL 2020 LIVE ON YOUTUBE”のLIVE配信内でMV初公開。
  - 12月5日、DENKI GROOVE CUSTOMER CLUB会員限定配信LIVE "FROM THE FLOOR ～前略、床の上より～"を配信[36]。LIQUIDROOMのフロア上にセットを組んで収録された無観客ライブの会員限定有料配信により、1年9ヶ月ぶりとなるライブ活動を再開させた。12月9日にはライブ映像から『Set you Free』を公開[37]。

- 2021年
  - 4月16日、FUJI ROCK FESTIVAL 2021の最終日8月22日のヘッドライナーとしての出演が発表された[38]。
  - 8月16日、2019年夏の電気グルーヴを追ったショートドキュメンタリーがYouTubeを通じて公開された[39]。
  - 8月22日、FUJI ROCK FESTIVAL 2021で3日目GREEN STAGEのトリを務め、“ウルトラのツアー”以来2年半ぶりとなるファンの前での活動再開を果たした。フジロック'21のステージはYouTubeでもライブ配信されていたため、多くの人がその様子を目にした。
- 2022年
  - 8月29日、シングル『HOMEBASE』を配信。映画『野球部に花束を』の主題歌になっている[40]。
  - 10月15日、単独公演『and the ARENA～みんなとみらいのYOUとぴあ～』をぴあアリーナMMにて開催。単独公演としては2019年3月に行われた「ウルトラのツアー」以来、約3年半振り、アリーナでの公演は1994年12月の「たんぽぽツアー」(横浜アリーナ)以来、約28年振りとなる[41]。
  - 11月18日の福岡・Zepp Fukuokaから12月2日と3日の東京・Zepp Hanedaまで、3会場4公演にわたる、3年8か月ぶりのツアー『みんなと未来とYシャツと大五郎』を開催[42]。

- 2024年
  - 5月1日、結成35周年を記念したシングル『電気グルーヴ32周年の歌』『電気グルーヴ34周年の歌』を2曲同時に配信リリース[43]。
  - 5月2日、1日ぶりとなるシングル『電気グルーヴ35周年の歌』を配信リリース[44]。
  - 9月14日、同月21日まで東名阪ツアー『電気グルーヴ35周年ツアー “3594”』開催。10月6日に東京 Zepp Hanedaで追加公演。価格25000円の「ヒストリーアクリルスタンド35種セット付きチケット」や、石野と瀧の顔面が大きくプリントされた「熱烈信者うちわセット」などの物販も話題に。

## ディスコグラフィ

### CD

#### シングル
| #             | 発売日         | タイトル                                     | 最高位 | 収録アルバム                   | 備考 |
| ------------- | -------------- | -------------------------------------------- | ------ | ------------------------------ | --- |
| Split         | 1991年2月1日   | RHYTHM RED BEAT BLACK (Version 300000000000) | 3位    | アルバム未収録                 | メジャーデビューシングル。「TMN VS 電気GROOVE」名義。 TMNのシングル「RHYTHM RED BEAT BLACK (Version 2.0)」のカップリング曲として収録。 |
| 瀧勝          | 1991年8月23日  | 人生                                         | -      | DRILL KING ANTHOLOGY           | 瀧のソロとして「瀧勝」名義でのリリース。                                                                                               |
| 1st           | 1991年10月10日 | MUD EBIS / COSMIC SURFIN'                    | 86位   | UFO                            | |
| 2nd           | 1992年10月21日 | SNAKEFINGER                                  | 73位   | KARATEKA                       | |
| 子門'z        | 1993年8月1日   | トランジスタラジオ                           | 41位   | DRILL KING ANTHOLOGY           | 「子門'z」（オールナイトニッポンでの企画ものユニット）名義。RCサクセションのカヴァー。                                                 |
| 非売品        | 1993年         | モテたくて...                                | -      | DRILL KING ANTHOLOGY           | 「The 天久聖一 with ギ・おならすいこみ隊」（TVブロスでの企画物ユニット）名義。日射病撲滅キャンペーンソング。                           |
| 3rd           | 1994年2月2日   | N.O.                                         | 21位   | VITAMIN                        | |
| 4th           | 1994年11月2日  | ポポ                                         | 12位   | DRAGON                         | |
| 5th           | 1994年12月10日 | カメライフ                                   | 37位   | DRAGON                         | |
| 6th           | 1995年4月21日  | 虹                                           | 27位   | DRAGON                         | |
| 7th           | 1996年5月22日  | 誰だ！                                       | 72位   | ORANGE                         | |
| 8th           | 1997年3月21日  | Shangri-La                                   | 10位   | A                              | |
| 9th           | 1997年12月1日  | ポケット カウボーイ                          | 76位   | A                              | |
| 非売品        | 1998年10月     | ガリガリ君                                   | -      | A                              | 赤城乳業の氷菓「ガリガリ君」のキャンペーンプレゼント用として製作された非売品特別シングルCD。                                           |
| 10th          | 1999年7月1日   | FLASHBACK DISCO                              | 35位   | VOXXX                          | |
| 11th          | 1999年12月1日  | Nothing's Gonna Change                       | 28位   | VOXXX                          | |
| Collaboration | 2005年4月27日  | Twilight                                     | 30位   | 電気グルーヴとかスチャダラパー | 「電気グルーヴ×スチャダラパー」名義 |
| Collaboration | 2005年6月22日  | 聖☆おじさん                                  | 95位   | 電気グルーヴとかスチャダラパー | 「電気グルーヴ×スチャダラパー」名義 |
| 12th          | 2007年12月5日  | 少年ヤング                                   | 30位   | J-POP                          | |
| 13th          | 2008年2月14日  | モノノケダンス                               | 17位   | J-POP                          | |
| 14th          | 2009年2月4日   | The Words                                    | 20位   | YELLOW                         | |
| 15th          | 2009年11月18日 | Upside Down                                  | 21位   | 人間と動物                     | |
| 16th          | 2012年4月18日  | SHAMEFUL                                     | 26位   | 人間と動物                     | |
| 17th          | 2013年1月16日  | Missing Beatz                                | 32位   | 人間と動物                     | |
| 18th          | 2015年2月25日  | Fallin' Down                                 | 24位   | TROPICAL LOVE                  | |
| 19th          | 2018年1月10日  | MAN HUMAN                                    | 29位   | アルバム未収録                 | |
| Split         | 2018年1月10日  | MAN HUMAN / 今夜だけ                         | -      | アルバム未収録                 | 「V.A.」名義。電気グルーヴ名義でのシングル「MAN HUMAN」と同時発売（12cmCD:KSCL-6302）。                                                |

#### オリジナル・アルバム
| #      | 発売日         | タイトル      | 最高位 |
| ------ | -------------- | ------------- | ------ |
| Indies | 1990年6月28日  | 662 BPM BY DG | -      |
| 1st    | 1991年4月10日  | FLASH PAPA    | 33位   |
| 2nd    | 1991年11月21日 | UFO           | 36位   |
| 3rd    | 1992年10月21日 | KARATEKA      | 13位   |
| 4th    | 1993年12月1日  | VITAMIN       | 5位    |
| 5th    | 1994年12月1日  | DRAGON        | 13位   |
| 6th    | 1996年3月1日   | ORANGE        | 10位   |
| 7th    | 1997年5月14日  | A             | 3位    |
| 8th    | 2000年2月2日   | VOXXX         | 5位    |
| 9th    | 2008年4月2日   | J-POP         | 9位    |
| 10th   | 2008年10月15日 | YELLOW        | 9位    |
| 11th   | 2009年8月19日  | 20            | 6位    |
| 12th   | 2013年2月27日  | 人間と動物    | 12位   |
| Mini   | 2014年10月29日 | 25            | 15位   |
| 13th   | 2017年3月1日   | TROPICAL LOVE | 7位    |
| 14th   | 2019年1月23日  | 30            | 4位    |

#### ベスト・アルバム
| 発売日        | タイトル                                         | 最高位 | 備考                                                                       |
| ------------- | ------------------------------------------------ | ------ | -------------------------------------------------------------------------- |
| 2004年3月24日 | SINGLES and STRIKES                              | 17位   | 初のベスト・アルバム。                                                     |
| 2011年4月6日  | 電気グルーヴのゴールデンヒッツ 〜Due To Contract | 27位   | 代表曲・未発表ミックスなど全15曲を収録。全曲砂原良徳リマスタリング。       |
| 2017年7月26日 | DENKI GROOVE DECADE 2008〜2017                   | 37位   | 2008年から2017年までに発表した楽曲から14曲をセレクトしたベスト・アルバム。 |

#### ライブ・アルバム
| 発売日         | タイトル          | 最高位 | 備考                                                                                |
| -------------- | ----------------- | ------ | ----------------------------------------------------------------------------------- |
| 2000年7月19日  | イルボン2000      | 14位   | 初のライブ・アルバム。                                                              |
| 2018年7月11日  | クラーケン鷹 2018 | -      | 同年3月17日のZepp Tokyo公演のライブ・アルバム。配信のみ。                           |
| 2018年10月24日 | クラーケン鷹      | -      | 同年3月17日のZepp Tokyo公演のライブ・アルバム。PA音源のため観客の声は入っていない。 |

#### その他のアルバム
| #             | 発売日         | タイトル                                      | 最高位 | 備考 |
| ------------- | -------------- | --------------------------------------------- | ------ | --- |
| Remake        | 1993年5月21日  | FLASH PAPA MENTHOL                            | 11位   | 『FLASH PAPA』のリメイク・アルバム |
| Omnibus       | 1994年8月1日   | DRILL KING ANTHOLOGY                          | 8位    | 電気グルーヴが主宰するレーベル「ドリルキング・レコード」の 所属の架空のアーティストたちの楽曲をコンパイルしたというコンセプト・アルバム。 |
| Box set       | 1995年8月2日   | PARKING                                       | -      | メンバーのソロアルバムをパッケージしたボックスセット。 電気グルーヴのレアトラックを収録したシングルCD付き。運転手付き。限定版。           |
| Remix         | 1998年3月1日   | recycled A                                    | 23位   | 『A』のリミックス・アルバム |
| Tribute       | 2001年7月25日  | The Last Supper                               | 10位   | セルフ・トリビュート・アルバム |
| Collaboration | 2005年6月29日  | 電気グルーヴとかスチャダラパー                | 12位   | 「電気グルーヴ×スチャダラパー」名義。 |
| selection     | 2015年12月23日 | DENKI GROOVE THE MOVIE? -THE MUSIC SELECTION- | 33位   | 映画『DENKI GROOVE THE MOVIE?』の監督を務めた大根仁によるセレクション・アルバム。                                                         |
| Instrumental  | 2017年7月26日  | TROPICAL LOVE LIGHTS                          | 60位   | アルバム『TROPICAL LOVE』のインストゥルメンタルバージョン（一部リミックス）を収録したアルバム。                                           |

### 配信限定シングル
| #   | 発売日        | タイトル               | 収録アルバム   |
| --- | ------------- | ---------------------- | -------------- |
| 1st | 2020年8月24日 | Set you Free           | アルバム未収録 |
| 2nd | 2022年8月29日 | HOMEBASE               | アルバム未収録 |
| 3rd | 2024年5月1日  | 電気グルーヴ32周年の歌 | アルバム未収録 |
| 4th | 2024年5月1日  | 電気グルーヴ34周年の歌 | アルバム未収録 |
| 5th | 2024年5月2日  | 電気グルーヴ35周年の歌 | アルバム未収録 |

### アナログ盤
- 人生(HARD FLOOR Remix)（1994年8月1日）
電気グルーヴとして初の12インチシングル。アルバム『DRILL KING ANTHOLOGY』から瀧勝「人生」のハードフロアリミックスをシングルカット。カップリングは石野による「新幹線」と砂原による「Popcorn」のそれぞれ録り下しリミックスを収録。本来は瀧勝とのスプリットシングルと言うことになるが、外国への展開をも見越してか「DENKI GROOVE」名義のシングルとなっている。
- DRAGON EP（1995年1月21日）
アルバム『DRAGON』からのシングルカット。3曲のインストゥルメンタル曲（エディットがアルバムバージョンと多少異なる）と未発表曲「DINOSAUR TANK」を収録。
- NIJI THE MFS REMIXES（1996年4月）
ドイツのレーベル「MFS」からリリースされたシングル。石野とも交流の深い親日派のクリエイター、マイク・ヴァン・ダイクとポール・ヴァン・ダイク、The Positive Thinkingのリミックスを収録。マキシCDシングル盤も存在するが、こちらは若干内容が異なる。外国における電気の活動展開のきっかけをつくった。MFSからのリリースのきっかけは、トビーネイションがマイクに「虹」を紹介したことがきっかけである。
- NIJI THE MFS TWILIGHT REMIXES（1996年8月）
「MFS REMIXES」に続いて発売された「虹」リミックス第二弾。Go=Ten Forward、Commander Krilly、そして日本人のDJ TOBY（当時ドイツ在住）のトビーネイションによるリミックスを収録。DJ TOBYはともかくとして、リミキサー達は日本における電気のパブリックイメージを知らないだけに、全く既成概念とらわれない解釈となっている。こちらもマキシCDシングル盤が存在する。
- ORANGE REMIXIES（1996年5月）
ボアダムスの山本精一の別プロジェクト「想い出波止場」とシカゴ・ハウスの狂人王カジミアによるGreen Velvetのリミックスを2ヴァージョン、そしてアルバムから「反復横とび」の徳光和夫ナレーション無しバージョンを収録。当初は「誰だ!」のGROOVE YARDリミックスも収録する予定だったが、出来がイマイチだったので見送られることに。後にタイアップの関係で急遽CDシングルカットが決定した「誰だ! (RADIO EDIT)」に収録された。このシングルから日本国内のアナログ盤はFILE RECORDSの販売となる。アルバム発売直後にシングルカットが予告されていたが、諸々の手際の悪さから相当長い間の延期状態が続いた。
- あすなろサンシャイン（1997年6月21日）
DJ MISJAH、LAIDBACK LUKEのリミックスと石野、砂原によるセルフリミックスを収録。LAIDBACK LUKEは当時大学に在学中で「試験があるから締め切りを待ってくれ」とのお願いがあったらしい。
- NIJI The rainbow remixes（1998年11月）
「虹」リミックス第三弾。Talla 2XLCとJay Rayによるリミックスと、Maydayで演奏された電気のライヴPAを収録。特に電気自身のライヴバージョンは外国での活動を伝える貴重な音源としてだけでなく、「虹」のベストテイクとの呼び声も高い。ただし、このシングルは前二作とは異なりCD盤が発売されておらず、プレス数も少なく、日本国内への逆輸入もわずかだった。
- あすなろサンシャイン(TAKKYU ISHINO RECONSTRUCTION)（1998年9月30日）
上記リミックス盤とは異なる内容。電気がドイツのMayday参加に際してコンピ盤に提供した石野によるニューリミックスをシングルカットしたもの。石野のレーベルLOOPAからのリリースとなった。キャプテン・ファンクのリミックスも収録している。
- FLASHBACK DISCO（1999年7月1日）
同名CDのアナログ盤。「Niji (RMX for Wire 99)」はCDではショートエディットしたものがフルバージョンになっている。
- ジャンボタニシ/密林の猛虎打線（2000年）※非売品
プロモ盤。CDのみ発売の「Nothing's Gonna Change」のプロモ盤EPも存在した。
- DRILL KING GOLDEN HITS vol.1（2001年1月31日）
アルバム『The Last Supper』の発売に先駆け10周年記念企画として三ヶ月連続で発売された12インチシリーズの第一弾。過去のリミックスアルバムの未発表テイクや、新たに製作されたリミックスなどで構成されている。Thomas Schumacher、Korsakov、そしてKAGAMIが参加。
- DRILL KING GOLDEN HITS vol.2（2001年2月23日）
Popsoda、Sensorama、KAGAMIのリミックスを収録。
- DRILL KING GOLDEN HITS vol.3（2001年3月30日）
DJ TASAKA、Overrocket、そして電気によるセルフリミックスを収録。
- DRILL KING GOLDEN HITS vol.4（2001年）※非売品
コーネリアスのリミックスや電気のセルフカヴァーを収録。プロモ盤のみしか存在しないこのvol.4だが、収録曲自体はアルバム『The Last Supper』に入っている物と同じである。
- Nothing's Gonna Change（2001年7月23日）
Lexy & K-PaulとPopsodaのリミックスが収録されたヨーロッパ盤。前者のリミックスはWIREのコンピレーションにも収録されている。
- Dessert（2001年10月12日）
アルバム『The Last Supper』からシングルカット。ジャケットはYMOの「ソリッド・ステイト・サバイバー」のパロディである。
- 人間と動物（2013年3月27日）

### ビデオ・DVD・Blu-ray
- 電気GROOVEのしっかりノろうぜ（1992年）※非売品
ヤマハの50ccバイクの教習用ビデオ。そのナビゲーター役を当時ヤマハJOGの雑誌広告に起用されていた電気グルーヴが担当。バイクショップの店頭で原付免許受験者向けに貸し出ししていた非売品[注釈 28]。
- ミノタウロス - MINOTAUR（1993年4月21日）
初のライヴ・ビデオ。全国鼻毛あばれ牛ツアー武道館公演の映像がメインとなっている。
- ケンタウロス - KENTAUR（1994年8月1日）
野村ツアーの模様を収録したライヴ・ビデオ。初回限定盤のみCGクリップ集「シミズケンタウロス」との2本組[注釈 29]。
- 野球ディスコ（1997年12月1日）
同タイトルのツアーの模様を収録したライヴ・ビデオ。「Shangri-La」のPVも収録。
- ノモビデオ（2000年4月5日）
電気グルーヴ・石野・瀧のPV集。DVDでも発売されている。タイトルの由来は野茂英雄。
- ニセンヨンサマー（2004年12月22日）
WIRE04、RISING SUN ROCK FESTIVAL 2004のライヴDVD。「カフェ・ド・鬼（顔と科学）」、「弾けないギターを弾くんだぜ」、未発表曲「Mr.EMPTY」のPVも同時収録。このPVは全編手描きアニメーションとなっており、天久聖一が三週間をかけてひとりで作画した。実はもう一曲「中年パンク」という新曲も収録される予定だったが、諸般の事情で『お蔵入り』となった（後に発売されたUMD版には収録されている）。タイトルの由来は2004年、夏の映像であることを「偽ヨン様」に引っ掛けたもの。
- THE LAST GIGS（2005年4月5日）
「電気グルーヴ×スチャダラパー」名義。「SUMMER SONIC 05」での東京・大阪両公演から抜粋したギグを収録。「聖☆おじさん」、「Twilight」のPVも併録している。スチャダラアニと瀧の2人によるものと、全員による2バージョンの副音声オーディオコメンタリーも収録。
- 電気グルーヴ Live at FUJI ROCK FESTIVAL '06[注釈 30]（2007年10月24日）
2006年に出演したフジ・ロック・フェスティバルでのライヴの模様を収録したDVD。近年では比較的歌モノの割合が高いセットとして、公演当時より話題となっていたライヴである。「N.O」、「Shangri-La」などのヒット曲も演奏されている。オーディオコメンタリーは収録されていない。
- レオナルド犬プリオ（2009年2月25日）
「叫び始まり爆発終わり」SHIBUYA-AX最終公演でのライヴの模様を収録したDVD・Blu-ray。
- ミノタウロス+ケンタウロス+シミズケンタウロスDVD （2009年12月16日）
VHSで発売された「ミノタウロス」「ケンタウロス」「シミズケンタウロス」をオールインワンにしてDVD化。このDVDと野球ディスコDVDのオーディオコメンタリーには脱退した砂原が登場。
- 野球ディスコDVD（2009年12月16日）
VHSで発売された「野球ディスコ」と「たんぽぽツアー」横浜アリーナ公演の模様を収録している。ただし、たんぽぽツアーにはオーディオコメンタリーは無い。
- ノモビデオDVD（2009年12月16日）
VHSとDVDで発売された「ノモビデオ」と「ツアーツアー」Zepp Osaka公演の模様を収録している。ツアーツアーのオーディオコメンタリーにはDJ TASAKAとKAGAMIが登場。
- 電気グルーヴのゴールデンクリップス〜Stocktaking （2011年4月6日）
1991年のデビュー以来の全PVを収録したDVD・Blu-ray。
- 人間も動物 ツアーパンダ2013（2013年8月7日）
「ツアーパンダ2013」3月13日のZepp Diver City公演でのライヴの模様を収録したDVD・Blu-ray。特典映像「電G軍団ほら吹きツアー同行記」を収録。初回生産限定盤にはライヴ音源のCDを収録（2枚組）。
- 電気グルーヴ25周年記念ツアー “塗糞祭"（2016年3月30日）
「塗糞祭」2014年11月8日のZepp Tokyoの公演でのライヴの模様を収録したDVD・Blu-ray。初回生産限定盤にはライヴ音源のCDを収録（2枚組）。全公演で演奏された「Twist of the world」が未収録となっている。また、演奏された「電気ビリビリ」では歌詞の一部が消音処理されている。ドキュメンタリー映画「DENKI GROOVE THE MOVIE? ~石野卓球とピエール瀧~」と同日発売。
- DENKI GROOVE THE MOVIE? ~石野卓球とピエール瀧~（2016年3月30日）
自身初のドキュメンタリー映画を収録したDVD・Blu-ray。ライブDVD「電気グルーヴ25周年記念ツアー‘‘塗糞祭’’」と同日発売。
- TROPICAL LOVE TOUR 2017（2018年6月20日）
「TROPICAL LOVE TOUR」2017年3月25日のZepp Tokyo公演でのライヴの模様を収録したDVD・Blu-ray。初回生産限定盤にはライヴ音源のCDを収録（2枚組）
- クラーケン鷹（2018年10月24日）
「クラーケン鷹」2018年3月のZepp Tokyo公演でのライヴの模様を収録したDVD・Blu-ray。初回生産限定盤にはライヴ音源のCDを収録（2枚組）。

### オムニバス盤
電気選曲ものや彼らの書き下ろし新録曲を収録した企画盤などから主な作品を紹介。
- 今、僕たちにできる事（1993年5月21日）
「オールナイトニッポン パーソナリティーズ」としてしぶしぶ名を連ねた。
ジャケット裏の寄せ書きとコーラスに嫌々参加している。
- セレク豚 SELECTED by DENKI GROOVE（1994年1月21日）
メンバー選曲によるオムニバス。曲間には数々の怪獣の鳴き声のSEが挿入される。
- 電気GROOVEのテクノ専門学校 第一号（1994年5月21日）
- 電気GROOVEのテクノ専門学校 第二号（1994年8月21日）
- 電気GROOVEのテクノ専門学校 第三号（1994年11月21日）
ワープ、ライジングハイ、R&Sといった当時のヨーロッパ三大テクノレーベルの楽曲から電気が選曲したオムニバスアルバム。詳細な解説を収録したブックレットやバッジなどのオマケつき。
- 今夜は"ラップ"ダヨネ。（1995年6月8日）
「ザ・ケトルマン」、「BBE」を収録。石野と瀧によるユニット「人★生」名義で録り下ろした曲「四番打者なのダ!」を提供。のちにインストゥルメンタルバージョンのみを収録した「今夜は"ラップ"が入ってないんダヨネ。」も発売された。
- 李博士VS電気グルーヴの「ひらけ!ポンチャック」（1996年5月2日）
韓国の歌手、李博士がカヴァーした日本の楽曲を石野と砂原がリミックスしたマキシシングル。
- WIRE00 COMPILATION（2000年8月23日）
このために録音した「wire,wireless」を収録。CDとレコードではエディットが異なる。
- YMO REMIXES TECHNOPOLIS 2000-00（2000年）
YMOのリミックスアルバム。2曲目の「テクノポリス TECHNOPOLIS(Denki's Techtropolis-RMX)」と13曲目の「アブソリュート・エゴ・ダンス ABSOLUTE EGO DANCE(Denki's Eisa-RMX)」（アナログLP盤にのみ収録）にて参加。前作『YMO REMIXES TECHNOPOLIS 2000-01』に収録の砂原（既にグループを脱退）のリミックスに続き、続編にあたる今作では電気グルーヴとして二曲を提供。当アルバムのコーディネーターは単行本「電気GROOVEお兄さんのお仕事いろいろ」や雑誌連載「濡れてシビれて」を手掛けた吉村栄一。彼のコメントによると、石野はこの仕事を依頼される以前から、YMOリミックスに対する確固としたヴィジョンを持っており、満を持して完璧な形で日の目を見ることとなったという。この2曲以外にも「The Last Supper」初回限定版ボーナス音源としてアウトテイクの「TECHNOPOLIS(Denki's electropolis-remix)」が特別収録された。石野のソロ名義でのリミックスは数多く存在するが、電気グルーヴ名義としては極めて珍しい。これ以前は（扱いとして「リミックス」かどうかは微妙だが）1991年のTMN「RHYTHM RED BEAT BLACK」にまで遡る。

### 他アーティストへの提供作品
- 阿部義晴
  - 『Showgi Master』 - 作詞：電気GROOVE/作曲：阿部義晴（1992年）
阿部がユニコーン時代にリリースしたシングル「+OR-」のカップリング曲の作詞を担当。まだバンドとして活動中にメンバー全員がそれぞれに製作したソロシングルを発売するといった企画だった。棋士を目指す妖怪の姿を描いた内容。そもそもはラジオ放送内で電気がユニコーンのファン、とくに阿部をリスペクトしていると発言したことが切っ掛けとなった。砂原は参加していないが、発売当時の雑誌企画で感想コメントを残している。
- 日出郎 　
  - 2018年2月28日、1992年に発表した楽曲『燃えろバルセロナ』が親友石野卓球によりリメイクされ『燃える！バルセロナ』（キューンミュージック ）としてiTunes Store、レコチョク などで配信リリースされエレクトリックミュージック部門1位に輝いた。限定アナログ盤ジャケットは中森明菜のシングル盤『TATTOO』を忠実に再現している。石野と日出郎によるTwitterでのやり取りをきっかけに楽曲がリメイクされることになった。ギターは吉田サトシ、マスタリングは木村健太郎が担当。“エクスタ死voice”としてピエール瀧も参加。

## ツアー・ライヴタイトル
- '89 夏のビン!ビン!まつり（1989年）
大阪・十三ファンダンゴで行われたデビューライブ。
- 新宿LOFT DG No.1（1989年）
東京初ライブ。このライブから若王子耳夫が参加。ライブ終了後にDJ K太が脱退。
- 電気GROOVEの東京タワーでワンマンショー（1991年）
東京タワー展望台で行われた初のワンマンライブ。
- 電気GROOVEのキーセンツアー（1991年）
- CALL266ツアー（1991年）
『FLASH PAPA』発売記念に行われたツアー。
このツアーをもってCMJKが脱退。
- とびだせ!!電気GROOVEの大百科NIGHT（1991年）
- それいけ!!ピエール瀧の不思議NIGHT（1991年）
- あつまれ!!RAVEっ子NIGHT（1991年）
日清パワーステーションで行われたマンスリーライブ。
通し券を買うと特典が貰えたが、ピエール瀧を大きくフィーチャーした二回目のライブは最後までチケットが余ったという。
- 仏恥義理（ぶっちぎり）TECHNO GROOVE TOUR（1991年）
『UFO』発売記念に行われたツアー。
- うんこわしづかみ/うんこもりだくさん 東名阪クアトロ2days（1992年）
- 第6回野糞探し大会（1992年）
- 2階からぎょー虫ぶらさげおじさん（浅草キッドとのジョイントライブ）（1992年）
- 全国鼻毛あばれ牛ツアー（1992年）
『KARATEKA』発売記念に行われたツアー。
当初「全国し尿食べある紀ツアー」としていたが、新聞広告が打てないということで却下される。
ツアー最終公演で初の日本武道館公演を行った。（この公演の様子はビデオ『ミノタウロス』で確認できる）
- ドキッ!男だらけの女相撲大会（1992年）
上記ツアー武道館公演翌日に下北沢シェルターにて行われたライブ。
『電気グルーヴのオールナイトニッポン』放送中に告知されたシークレットライブ。観客は男のみ参加可能でメンバーは終始全裸姿で演奏した。
演奏の他にはピエール瀧による「狂人ドラム大会」と椎名基樹と天久聖一をゲストに迎え「いかに女が駄目か」をテーマに討論会が行われた。
ごく僅かだがビデオ『ミノタウロス』と「誰だ！」のミュージックビデオに狂人ドラム大会の模様が収録されている。
- Kicking Noise Of DENKI GROOVE〜超巨大ダンプ豚グソ号発進ツアー（1993年）
『FLASH PAPA MENTHOL』発売記念に行われたツアー。
- 汚物処理班緊急出動！（1993年）
- 瀧と卓球出会って10周年（1993年）
- 野村ツアー（1993年）
『VITAMIN』発売記念に行われたツアー。
「もうそろそろツアー名決めてくださいよ」と発言したスタッフの苗字が野村だったためこのツアータイトルになったらしい。
- 下痢便発電所 異常なし'83（実際は1994年に開催）
- たんぽぽツアー（1994年）
『DRAGON』発売記念に行われたツアー。
当初は石野たっての希望で「元祖生理用ショーツに陰茎ねじ込み健康法」が提案されたものの却下され、そのロゴが印刷されたTシャツを販売することで落ち着く。
オープニングアクトとして田中フミヤが出演。最終公演は最大規模となる横浜アリーナでライブを行った。
- 10th Anniversary〜野グソ飛ばし大会（1995年）
大阪万博公園と日比谷野外音楽堂で行われたライブ。「誰だ!」のミュージックビデオでこの模様が確認できる。
ゲストに五島良子と天久聖一が登場した。この年は電気としての活動が少なく、行われたライブもこのツアーの計2回のみである。
- ツアーめがね（1996年）
『ORANGE』発売記念に行われたツアー。
電気グルーヴ過去最長となる全22公演に及ぶ長期ツアー。二回目の武道館公演も行った。
追加公演は「ツアーめがね 電気グルーヴ IN BLITZ」と改題。天久聖一を迎えてのサイコロトーク、天久聖一とピエール瀧のユニット「イボピアス」によるライブを行った。
武道館公演と赤坂BLITZ公演には李博士がオープニングアクトで登場した。
- 歌う糞尿インターネット攻略本 （1997年）
- TOUR 野球ディスコ（1997年）
『A』発売記念に行われたツアー。
このツアーから、石野がミキサー、ターンテーブルでの機材の演奏を担当することになる。
- ヨーロッパツアー（1998年、1999年）
このツアー中に砂原良徳が脱退。以降、DJ TASAKAと渡部高士をサポートに迎えツアーを続けた。
- ツアーツアー（2000年）
『VOXXX』発売記念に行われたツアー。
Zepp osakaでのライブはMUSIC ON! TVにて生中継された。
DJ TASAKAとKAGAMIをサポートメンバーに迎えた。
- ツアーツアースペシャル 〜絶叫!!糞尿ウォータースライダー40分待ち〜（2000年）
「ツアーツアー」の追加公演で行われたオールナイトイベント。
ロマンポルシェ。、KAGAMI、DJ TASAKA、田中フミヤが出演した。
- ピエール瀧 PRESENTS 7HOURS DELUXE（2003年）
電気グルーヴ活動休止中に行われたピエール瀧による7時間に渡るオールナイトイベント。
カリカ、おぎやはぎ、DJ TASAKA、イボピアスが出演。大槻ケンヂとリリー・フランキーを迎えたトークショーも行われた。
ピエール瀧とベートーベン（ブラボー小松、砂原良徳、ジニームラサキ、吉村由加）による人生～電気の楽曲が演奏された。
およそ10年振りとなる「狂人ドラム大会」も行われた。
- こう言えば三太夫（2008年）
  - LIQUIDROOM

『J-POP』発売記念に行われたツアー。
当初は“ああ言えば上祐、こう言えば三太夫”の予定だった。
- 叫び始まり 爆発終わり（2008年）
  - Zepp Nagoya、なんばHatch、札幌PENNY LANE 24、SHIBUYA-AX、LIQUIDROOM

『YELLOW』発売記念に行われたツアー。
ツアー追加公演にはそれぞれ『“叫び始まり 爆発終わり”〜山親爺スペシャル〜』『“飲尿始まり 食糞終わり”』に変更された。
- 俺っちのイニシエーション（2009年）
  - LIQUIDROOM

『20』発売記念に行われたライブ。
オープニングアクトとしてハリウッドザコシショウが登場。スペシャルゲストに篠原ともえ、CMJK、イボピアスが出演。
- ツアーパンダ2013（2013年）
  - LIQUIDROOM、Zepp Fukuoka、Zepp Namba、岡山 CRAZYMAMA KINGDOM、Zepp Nagoya、Zepp Sapporo、Zepp DiverCity、静岡 SOUND SHOWER ark

『人間と動物』発売記念に行われたツアー。
石野曰く、いい年してうんこなど言ってられないとのことから、歴代タイトルの中で一番無難なものとなっている。
- 電気グルーヴ25周年記念ツアー "塗糞祭"（2014年）
  - Zepp Namba、Zepp Nagoya、Zepp Tokyo

『25』発売記念に行われたツアー。
上記の発言を覆すツアータイトルとなった。
元メンバーの砂原良徳、CMJK、元サポートメンバーのDJ TASAKA、親交の深いスチャダラパーと天久聖一がゲストとしてツアーに同行し、スチャダラパー featuring 小沢健二の楽曲「今夜はブギー・バック (smooth rap)」が演奏された。ボーカルは石野が担当。
- お母さん、僕たち映画になったよ。（2016年）
  - Zepp Namba、Zepp Tokyo

『DENKI GROOVE THE MOVIE? 〜石野卓球とピエール瀧〜』公開記念に行われたツアー。
- TROPICAL LOVE TOUR（2017年）
  - Zepp Sapporo、Zepp Nagoya、Zepp Osaka Bayside、福岡 DRUM LOGOS、岡山 YEBISU YA PRO、Zepp Tokyo

『TROPICAL LOVE』発売記念に行われたツアー。
- クラーケン鷹（2018年）
  - Zepp Namba、Zepp Tokyo

ツアータイトルはとある俳優のもじり。アンコールにてサプライズゲストとして日出郎が『燃える！バルセロナ』（石野卓球プロデュース）を披露。
- 電気グルーヴ30周年“ウルトラのツアー”（2019年）
  - Zepp Fukuoka、岡山 YEBISU YA PRO、Zepp Osaka Bayside、Zepp Tokyo

『30』発売記念に行われたツアー[45]。瀧の逮捕により、東京・Zepp Tokyoでの2days公演はキャンセルとなった。
- “FROM THE FLOOR ～前略、床の上より～”（2020年）
無観客で収録され、ファンクラブ会員限定で有料公開された配信ライブ。

- “ON THE STAGE ～恐怖！！町のブタイ～”（2021年）
無観客で収録され、有料公開された配信ライブ。
- and the ARENA ～みんなとみらいのYOUとぴあ～（2022年）
ぴあアリーナMMにて行われた、『たんぽぽツアー』以来約28年振りとなるアリーナ公演。
- みんなと未来とYシャツと大五郎（2022年）
  - Zepp Fukuoka、Zepp Osaka Bayside、Zepp Haneda

Zepp Haneda公演は、牛尾憲輔が新型コロナウイルス感染による体調不良のため両日共欠席。ピンチヒッターとしてSUGIURUMN（1日目）、砂原良徳（2日目）がサポートを担当した。
- CLOSER 〜近いツアー〜（2023年）
  - 名古屋ダイヤモンドホール、LIVE ROXY SHIZUOKA、なんばHatch、EX THEATER ROPPONGI

- アンと匂いの樹（2023年）
  - Zepp Nagoya、Zepp Fukuoka、Zepp Osaka Bayside、Zepp Sapporo、Zepp Haneda

- 電気グルーヴ35周年ツアー“3594”（2024年）
  - Zepp Osaka Bayside、Zepp Nagoya、Zepp Haneda

## 出演

### テレビ
- ファンキートマト（1990年 - 1991年、テレビ神奈川）
高城剛、チエコ・ビューティ・スチャダラパー・KRUSH POSSE等とメインMC担当。月曜夜7時 - 8時45分、銀座ソニービルソニープラザ内スタジオSOMIDOからの公開生放送。CDデビュー前にゴールデンタイムで生放送のレギュラーを持った。その後、番組レギュラー降板後もゲストとして頻繁に出演。
- 電気GROOVEの電気が出るTV（1992年、中京テレビ）
本来はレコード会社によって「電気グルーヴ」というバンド自体をプロモーションするためのアーティストビデオ的な30分番組作品であった。同時期に電気と共にキューン・ソニーに所属していたスチャダラパーも「スチャダラ30分」という番組を制作している。これらは各地のレコード店にVHSソフトのかたちで配布され、店頭で流されることを目的としていたが、のちに一部の民放TV局でもオンエアされている。電気と親交の深い中京テレビの苅谷隆司プロデュースの下に名古屋ロケで製作された。構成は電気たっての希望で、当時『夢で逢えたら』や『ダウンタウンのガキの使いやあらへんで!!』で東京進出を始めた頃の高須光聖を起用。高須も電気との対談というかたちで番組に出演している。冒頭にはダウンタウンも僅かながら登場[注釈 31]。
- 今田・東野の前戯なき戦い! VS 電気GROOVE（1993年、朝日放送）
関西ローカルの深夜枠「フリーチャンネル」で放送された今田耕司と東野幸治司会の特番第二弾。初回では今田と東野の対決という構図で展開された[注釈 32] が、続編である今作では東京から電気のメンバー三人を迎え、今田・東野（+人数あわせに山田花子）と数々の過酷なバトルと罰ゲーム（知らないおじいさんが裸足で踏んでついた餅を食べさせられる等）を演じた[注釈 33] 今田・東野といったツワモノを相手に、芸人としても優れた才能を発揮していた当時の電気の活動を伝える番組である。この番組の収録で大阪に訪れた際には、その日の夜に同局のラジオ番組『ABCミュージックパラダイス』にもゲスト出演[注釈 34]。
- 金曜モグラネグラ 電気グルーヴのパンダの流れ作業∞（いっぱい）（1993年、テレビ東京）
鈴木慶一や田島貴男、ローリー寺西（後にROLLYに改名）、大槻ケンヂなど、曜日ごとに異なるミュージシャンがホストを務めた深夜番組。電気担当の金曜日は「亀甲縛りトーク」などの珍企画が数多く放送された。のちに瀧の単独司会となり、タイトルも「月曜モグラネグラ 瀧正則アワー なかよし学級」と改められた。この番組でも石野や伊集院光が出演[注釈 35]。
- ポップジャム（1993年 - 1996年、NHK）
1993年から1996年の間、毎年数回出演した。
- VIDEO JAM（1996年、テレビ朝日）
篠原ともえと共に8月のパーソナリティとなった。毎回、瀧と石野による篠原いじりが行われていた。
- 少年頭脳カトリ、征服少年カトリ（1998年 - 2000年、フジテレビ）
瀧がレギュラーとして出演しており、不定期に石野が番組で流れる音楽を選曲していた。
- オンタマ（2009年、テレビ朝日）
8月下旬のパーソナリティとなった。
- Love music（2017年、フジテレビ）
「電気グルーヴ ライナーノーツ」特集が放送、小室哲哉、Perfume、伊集院光、スチャダラパーが電気グルーヴを語った。 Love music（2017年、フジテレビ）
- SONGS（2019年、NHK）
結成30周年を迎え、宮藤官九郎、高橋幸宏からメッセージ。
- アナザースカイ（2019年、日本テレビ）
2人でベルリンを訪れ、放送後、トレンドを独占するなど話題となった。

### ラジオ
- 電気グルーヴのビリビリ行こうぜ（1991年 ニッポン放送）
  - 東京パフォーマンスドールの担当するワイド番組『東京サウンドバズーカ 音姫絵巻』内の10分番組。
- 電気グルーヴのオールナイトニッポン（1991年 - 1994年 ニッポン放送）
  - 番組放送中に「俺らのオールナイト聞いてる奴らって俺らのだけじゃなくて他の曜日も聞いてるんだろ? 誰のオールナイトが一番面白くて誰が一番つまんねーかハガキ募集しようぜ」と言って当時のパーソナリティをランキングしたことがある。自分たちの番組内で募集したのにもかかわらず一位は福山雅治、最下位は裕木奈江だった（裕木奈江のオールナイトニッポンは程なくして終了）。この放送の中にあった特別コーナーで、石野卓球がオービタルのことをビタル、ハードフロアをドフロアー将軍と渾名を付けている。その渾名に影響されたテクノBARドフロアーが2015.5/5 5:55pmに大阪梅田でOPENしている。
- 電気グルーヴのビリビリ行こうぜ（1994年-1995年 ニッポン放送）
  - 上記番組と同タイトルだが『伊集院光のOh!デカナイト』・『キャイ〜ン天野ひろゆきのMEGAうま!ラジオバーガー!!』内で放送された月曜日 - 木曜日までの10分帯番組。CBCラジオ他でもネットされた。放送地域によって金曜日分が放送されている場合もあった。
- 電気グルーヴのドリルキングアワー（1996年-1997年 TOKYO FM）
  - FMらしく、以前の番組に比べフリートークと音楽紹介中心の構成。宣伝になっているのかどうかが微妙な新作ゲーム紹介のコーナーもあり。'96年10月18日放送回より砂原がレギュラーとして加わり、三人で放送していた。
- 電気グルーヴのUP'S 主は冷たい土の中に（1996年4月10日、同年6月19日 TBSラジオ）
  - まりんも含めたメンバー3人での出演。4月10日放送分にはゲストとして伊集院光と篠原ともえが出演。伊集院光は6月19日放送分においてもアシスタント・レポーター役としても出演している。
- サウンドストリート21（2007年11月 - 6日、13日、20日、27日 計4回 NHK-FM）
  - 初回11月6日放送にて、新曲として「少年ヤング」を初公開。その他、各回に渡って、石野卓球自身が所有する音源から、最新ものから貴重なものまで様々な楽曲が大量にオンエアされた。
- OH! MY RADIO（2008年4月2日、2009年12月3日 J-WAVE、Brandnew J）
- サウンドミュージアム（2009年11月29日 NHK-FM）
- サウンドクリエイターズ・ファイル（2013年2月3日、10日、17日 NHK-FM）
  - 最終回ではゲストとして伊集院光も登場。

### CM
- ヤマハ JOG（1992年） - 雑誌広告・店頭POPビデオ
- シチズン ATESSA（1993年） - テレビCM
作曲は砂原良徳。アルバム未収録曲。
- ペプシコーラ（1994年） - テレビCM
テーマ曲は録り下しのインストゥルメンタル曲。映像にはメンバーが出演。
- ローランド シンセサイザー JD800、JD990（1994年） - 雑誌広告
もともとTB-303、JUNO-106をはじめとし、ローランド党である電気だが、このJD990も『N.O.』の間奏のピアノソロなど多岐に渡って愛用されている。
- カネボウファッション事業本部 FILA ボディボード（1995年） - テレビCM
田中秀幸（フレイムグラフィックス）制作のCG映像のBGMとして瀧のナレーションと録り下しのインストゥルメンタル曲提供。
- 赤城乳業 ガリガリ君（1998年） - ノベルティ製作
- タワーレコード（2001年） - テレビCM、雑誌広告
大手レコード店のタワーレコードのセールとアルバム『DRILL KING GOLDEN HITS』、『The Last Supper』とのタイアップ。『The Last Supper』のジャケットに描かれているCGによる宇宙人のキャラクターが『誰だ!』のKAGAMIリミックスに合せて不気味に踊る内容。
- TDK（2008年） - テレビCM
- ロッテ ZEUS（2012年） - テレビCM

### 映画
- DENKI GROOVE THE MOVIE? 〜石野卓球とピエール瀧〜（2015年）
監督は大根仁。過去のライブ映像や関係者のコメントを通して電気グルーヴの26年間の歴史を振り返るドキュメンタリー映画。

## 書籍
- 俺のカラダの筋肉はどれをとっても機械だぜ（1992年、宝島社）ISBN 4796603468
当時はサブカル誌だった『宝島』誌上で連載されていた企画「脳が溶ける奇病」の内容を下敷きに、大幅な加筆と再編集を加えた一冊。石野、瀧、砂原の生い立ちから、アルバム『UFO』リリース前後までを、虚実織り交ぜて綴られた書き下ろし単行本。内容としては意図的な乱丁、文章の乱れ、嘘のディスコグラフィー、単発本にもかかわらず読者コーナー、無意味な割引券などの演出に、根本敬、岡崎京子、井上三太、そして天久聖一の漫画が掲載されている。彼らの家庭環境からアマチュア時代までを振り返ることができる一冊である[注釈 36]。
- 電気グルーヴ“KARATEKA”マガジン（1992年、ソニー・マガジンズ）
タイトルが示すとおり、アルバム『KARATEKA』に合わせ発売された大判ムック本。他の電気関連書籍に比べてグラビアページが多く、ヴィジュアル中心の内容だが、文章も充実している[注釈 37]。
- 電気GROOVEお兄さんのお仕事いろいろ（1994年、ソニー・マガジンズ）ISBN 478970906X
石野、瀧、砂原の3人が世にある様々な職業をいわゆるコスプレをしながら紹介する[注釈 38]、低学年向け書籍を模した本。体裁は文庫本。
- 電気グルーヴのメロン牧場 花嫁は死神（2001年、ロッキング・オン）ISBN 4947599936
『ロッキング・オン・ジャパン』1997年1月号から長期連載されている近況雑談企画。インタビュアーは同誌編集長の山崎洋一郎。2001年に『BUZZ』連載分を含めた約4年半分の内容（＋ボーナストラック）が書籍化されている[注釈 39]。その後、7年ぶりとなる続編が2008年に上下巻同時刊行され、2011年に第4巻が、2014年に第5巻が、2019年に第6巻が発売されている。キャッチフレーズは「活字の電気は、こんなにも手に負えない」。
- 電気グルーヴ×アイデア―電気グルーヴ、石野卓球とその周辺。（2013年、誠文堂新光社）ISBN 4416113161
「人間と動物」までのジャケット写真、アーティスト写真、レコーディング風景、WIREや映像作品のグラフィック、コラボレートしたクリエイターへのインタビュー他、全214ページ・オールカラー。石野と瀧による詳細な作品解説とともに収録。

## ゲーム
- グルーヴ地獄V（1998年1月8日）

ソニー・ミュージックエンタテインメントからPlayStationで発売された。電気グルーヴがプロデュースした作品で、自らゲームのジャンルを「クソゲー」と名乗っている。オールナイトニッポン二部時代から構想されていた物が実現したともいえる一本。ひたすらバイト（ミニゲーム）に勤しみ、溜めたお金でガチャガチャで音素材をゲットする。その音素材を組み合わせて曲を作ることができるという内容。ゲーム部分を瀧、音部分を石野&砂原がプロデュースしている。
- バイトヘル2000（2005年12月22日）

PlayStation Portable用ソフトとして発売された。ピエール瀧がプロデュース。「グルーヴ地獄V」のバイト・ゲーム部分のみを再構成。
- SIREN2(2006年2月9日)

ソニー・ミュージックエンタテインメント（SCEI）が2006年に発売したホラーゲーム。ピエール瀧が自衛官・三沢岳明として出演している。また、この「2」をベースにしたホラー映画「サイレン 〜FORBIDDEN SIREN〜」には、石野が楽曲「SIREN」を提供。ユニットでの縁がある作品。
- The Last Guy（2008年8月27日）

PLAYSTATION 3向けのダウンロード専用ソフトとして全世界向けにオンライン配信された。ピエール瀧がゲームディレクターとしてクレジットされているが、表だった宣伝活動はなかったようである。「バイトヘル2000」のミニゲーム「デモ行進」をベースに、Google map風の高精細の航空写真が使用され、世界各地の都市をステージとしている。市内を徘徊するゾンビにおびえる人々を助け、行列を率いて制限時間内に避難させる。

## ミュージックビデオ
| 監督                                  | 曲名 |
| ------------------------------------- | --- |
| 天久聖一                              | 「弾けないギターを弾くんだぜ」 「Cafe de 鬼 (顔と科学)」 「Mr.EMPTY」 「中年パンク」 「モノノケダンス」 「電気グルーヴ20周年のうた」                                                                                  |
| 天久聖一 / 竹林亮（EPOCH）            | 「人間大統領(Video Edit)」 |
| 板屋宏幸                              | 「カフェ・ド・鬼(もっとおもしろい顔MIX)」 |
| 板屋宏幸 / ピエール瀧                 | 「Shangri-La」 |
| 宇川直宏                              | 「Twilight (#1 アブストラクトな林檎たち)」 「Twilight(#2 ふぞろいのネジ屋敷)」 「タランチュラ」 |
| 塩坂芳樹                              | 「N.O.」 |
| 田中秀幸                              | 「ポポ（Radio Edit）」 「FLASHBACK DISCO」 「Nothing's Gonna Change」 「少年ヤング」 「Fake It!」 「Upside Down」 「SHAMEFUL」 「Missing Beatz」 「Baby's on Fire」 「Fallin' Down」 「トロピカル・ラヴ(Video Edit)」 |
| DEVICEGIRLS                           | 「少年ヤング（Album Mix / SSTV VIP Version）」 |
| ピエール瀧                            | 「ビコーズ」 「CATV」 「誰だ!（瀧 EDIT）」 「VOLCANIC DRUMBEATS」 「ドリルキング社歌2001」 「ピエール瀧の体操30歳」 「ピエール瀧の体操36歳」 「ピエール瀧の体操42歳」                                                 |
| プリンストンガ（田中秀幸+ピエール瀧） | 「POPCORN（Single MIX）」 「新幹線（TAB EATER MIX）」 |
| 不明                                  | 「ウィー・アー」 「MUD EBIS」 |

## 電気グルーヴと関わりの深い人物
天久聖一
神戸にて看守の仕事に就いていたが、思うところあり漫画家に転身。瀧が率いる草野球チーム「ピエール学園」と漫画家によるチームとの対戦があった際、試合中に奇声を発しながらハッスルプレイを繰り広げていた様子が瀧の目にとまり、以降電気と親しくなる。電気のCDジャケットやラジオのノベルティグッズのデザイン、ミュージック・ビデオのアニメーション作画を手掛けている。彼が作画を担当した「Cafe de 鬼（顔と科学）」のPVはSPACE SHOWER Music Video Awards'05でBEST GROOVE VIDEO並びにBEST ANIMATION VIDEOを受賞した。それ以外にも電気のLIVEに半裸で登場したり、THE・天久聖一withギ・おならすいこみ隊名義の楽曲「モテたくて…」（日射病撲滅キャンペーンソング）などでは作詞とボーカル、赤城乳業ノベルティ版「ガリガリ君」では自作のポエム朗読などを担当した。こういったバンドへの活動と同時に、ゲストとして呼ばれたラジオでうっかり放送禁止用語を発してメンバーやえらい人を困らせたりした。また、石野は彼の著書の多くに「オビラー」（=帯の推薦コメントを書く人、あるいはそういった職業を指すらしい）として秀逸なコメントを提供している。瀧とは「イボピアス」なるユニットを結成している。
椎名基樹
石野の中学時代の後輩にして元「人生」のメンバー「ポートピア83才」。「人生」の代表曲「男の中の男」のコーラスなどを担当。また、『電気グルーヴのオールナイトニッポン』に放送作家として参加。陸上部出身で足腰が強かったので、「深夜の使いっ走り」というコーナーが誕生した。「スイカの差し入れひとつで女性教育実習生を落とした」、「ジェリーボーンのライヴで意気揚々とステージに上がったは良いものの、ボーカルマイクがトラブルを起こしたことに激怒して出演を中断し楽屋に篭城」、「ボイラー技師の親父はいかりや長介似」、「静岡時代は数々のライヴハウスを締め出され、公民館を中心とした活動を余儀なくされる」など数々の伝説をもつ。また、天久らと共に雑誌『SPA!』の投稿ページ「バカはサイレンで泣く」を担当。電気の『オールナイト』のDNAを受け継ぐクオリティの高いネタハガキが毎回投稿される長期名物連載である。
（世界の）ケン・ニシイ
本名・西井健一。1971年4月15日生まれ。電器販売店店員を経て瀧のマネージャーを務めた。メンバーからは「金の埋まる顔」とも、初対面の田中直樹には「あれは反則」とも言わしめた。もともとは『オールナイトニッポン』内の『見知らぬ他人の家にお泊り』企画にハガキを応募した一般リスナーであった。だが、実際には彼の家に瀧は泊まらず、リスナー藤崎龍馬の家に瀧ともども泊まらせられる。それ以降番組内でたびたび名指しで話題に上り、『西井の彼女を募集するコーナー』なども組まれた。番組終了以降もその容姿と憎めないキャラクターを買われ、なにかと電気グルーヴのマスコット的存在として親しまれてきた。『Flash Back Disco』、『ピエール瀧体操30歳』『ピエール瀧の体操36歳』等のPV映像でその姿を確認できる。『電気グルーヴのドリルキングアワー』内にてケン・イシイにあやかり、（世界の）ケン・ニシイの名を授かる。ピエール瀧製作のDVD『究極ホ乳類ニシイ』ではタイトルにその名を冠することとなった。2007年ROCKIN'ON JAPAN6月号のメロン牧場にて、電気のマネージャー引退、実家に戻ることが発表された。ケン・イシイとは熱狂的なプロレスファンであることのみ共通している。『オールナイトニッポン』のハガキ職人「福井県・ペンネーム西井健一」は別人。2008年現在、介護系の仕事に従事している。本人曰く、「電気マネージャーの頃はアッパー系のキ○ガイを相手にしてたけど、今はダウナー系のキ○ガイを相手にしてる」とのこと。
ブラボー小松
本名は小松としひろ。1990年代に朝倉ミツヒロと共にSEXというユニットを結成し活動する傍ら、電気をはじめとしてNOKKOやピチカート・ファイヴのサポートギタリストを担当した。瀧のソロプロジェクト「ピエール瀧とベートーベン」ではギターベートーベンとして加わった。
三波春夫
大衆歌謡歌手。1992年、シングル「ハウスおまんた囃子」で突如ハウス・サウンドを導入。これに関連して開催された"HARUO IN DANCE BEAT"なるライヴイベントにて電気と共演（「ハウスおまんた囃子」等の楽曲の製作そのものには電気は関わっていない）。当日はゲストとして、死んだはずの瀧勝も登場した。そこで勝は春夫に「おまんた囃子」のワンフレーズを伝授されるが音程を外してしまうという、うすら寒いミニコントを披露。春夫サイドの書いたシナリオを瀧が嫌々演じたかたちとなる。この経験は現在でも瀧にとってトラウマになっているという。が、翌日のワイドショー等の報道では電気の活躍の模様は一切触れられなかった。2001年に他界。
日出郎
ニューハーフタレント。デビュー当時の電気とは雑誌の対談がきっかけで親しくなり、『オールナイトニッポン』二部時代には度々ゲストとして登場。「みんなオカマにするわよ!」「起きるのよアンタら!悪夢を見るわよ!」「あ〜らアンタら勉強不足よ!」などの台詞を残した。初期の電気ライブでは、蓑を背負って前説をしたり、ニューハーフを数十人連れて、バックダンサーをした。その後は歌手としても活躍する。代表曲はチモ・バヨの楽曲の日本語カヴァー「燃えろバルセロナ」。1990年代初頭の電気グルーヴは新宿二丁目にハマっており、連日連夜、日出郎の店に通い詰めていた。彼らがゲイというわけではなく、その場の独特の「キてる」雰囲気と、怖いもの見たさ、そしてオカマさん達の強烈なキャラとトークの面白さという点で好んでいた模様。電気がラジオやイベントなどの締めの言葉によく使う「なにひとつ盛り上がることなく - 」というセリフは日出郎がショータイム終了時に使っていたものである。上記の「燃えろバルセロナ」は当初は石野に作詞依頼が来たものの、当時の歌手としての日出郎は普段のキャラとは正反対のシリアス路線の作品を発表し続けていた為、マジメな歌詞を書いて提出したところ、結局ボツになってしまったらしい。実際フタをあければ「燃えろ - 」は当時のバルセロナオリンピック開催に便乗した下品極まりない直球ゲイソングで驚いたと語っている。後に椎名基樹が脚本・シリーズ構成を担当した『OH!スーパーミルクチャン』シリーズでは、オカマの大家を演じている。『DENKI GROOVE THE MOVIE? 〜石野卓球とピエール瀧〜』にも出演。2018年3月3日に大阪・Zepp Namba、3月16、17日に東京・Zepp Tokyoでワンマンライブ「クラーケン鷹」に卓球プロデュース作品『燃える！バルセロナ』にてゲスト出演した。
朝本浩文
かつてはミュート・ビートでキーボーディストとして活躍。その後は自身のバンド「Ram Jam World」の活動と並行し、電気のセカンドアルバム『UFO』やUAなど数多くのプロデュースを手掛ける。
五島良子
「新幹線」および「虹」、「Nothing's Gonna Change」に参加した女性ミュージシャン。そもそもは電気と同じキューンソニー在籍（当時）ということで白羽の矢が立ったが、この起用は正解だったらしく、石野も「天使の声」と絶賛している。電気の作品やライヴへの参加だけでなく、石野プロデュースでシングル「TSUKI NO HANA」もリリースした。
會田茂一
通称アイゴン。堀江博久（現・ニール&イライザ）らとのバンド「ACROBAT BUNCH」としての「FLASH PAPA MENTHOL」への参加、「VITAMIN」での「富士山」のギター、そしてEL-MALOとしての「虹」のリミックスなど、様々な形態で電気の作品に関わる人物。事実、石野もインタビューにて「過去に共演したけど、また共演したいミュージシャン」として名前を挙げたことがある。石野や砂原のソロ作品でもギターを披露。砂原とはEL-MARINなるユニットも結成した。上記の朝本浩文の「Ram Jam World」にもメンバーとして在籍していた。また、EL-MALOとして受けた某雑誌インタビューでは電気のアルバム『DRAGON』の帯に書かれた「道が無くなりゃ自分で作ればいいじゃん」というコピーに甚く共感したことを表明していたが、実はこのコピーはキューンのディレクターが勝手に考えたもので、メンバーの全く意図するものではなかったことがのちに明らかにされている。
王選手
通称あっちゃん。元「人生」のメンバーで、瀧と並んで楽器を演奏しないメンバーとして在籍した。もともとはナゴムレコード関連のライヴの客として訪れていたが、中でも異彩を放っていたため、気がつくと演者として舞台に上がることとなっていた。ナゴムきっての怪人物であったが、昼は某有名大学ロシア文学科に通う秀才でもあった。初期は「井ノ頭健康」の芸名で活躍したが、のちに「王選手」、「長嶋監督」などへと改名する。主にダンスやコントや奇行、暴れ役、たまにメインボーカルも担当。ライヴ中、自分で投げた消火器に当たって四針縫う大怪我を負い血まみれになったことがある。瀧と組んで「畳ワンちゃんミュージカルショー」も公演。サッカーボールに扮した王選手を瀧がドリブルしながら蹴りまわす内容だった。「人生」だけでなく「筋肉少女帯」や「死ね死ね団」などナゴムの看板バンドのいくつかにメンバーとして加入と脱退を繰り返した。しかし「人生」解散後、電気グルーヴとして1991年2月に東京タワーで行われた特別ライヴにダンサーとして乱入を試みるが、メンバーには全くの知らない人として無視される。その頃には都内の翻訳会社に入社。後に外資系のソフトウェア企業に転職、さらに脱サラして有限会社を起こしたなど、様々な噂がある。その姿は、筋少のメジャーデビュー後の楽曲『キノコパワー』のPVで確認できる。冒頭と後半に出演している白塗りに学ラン姿の男が彼である。
DJ TASAKA
石野主催のクラブイベント「LOOPA」のレギュラーを務めた他、同名レーベルではサウンドクリエイターとしても活躍。電気グルーヴの活動には、1999年に行われたスペースシャワーTVの10周年記念イベント「2001: A SPACE SHOWER ODYSSEY」のライヴにサポートメンバーとして関わって以降、アルバム『VOXXX』にはコ・プロデュース的な立場で参加し、続いてライヴツアー「ツアー・ツアー」、WIREでのステージにも上がる。電気からは「美白DJ」との異名を授かるが、もともと極端な色白なので特に美白を心がけているわけではない。
KAGAMI
テクノDJ、サウンドクリエイター。のちに「DISCO TWINS」を結成するDJ TASAKAと共に、電気グルーヴの活動には「2001: A SPACE SHOWER ODYSSEY」以降のライヴとアルバム『VOXXX』にサポートメンバーとして関わり、砂原脱退後の電気の屋台骨を支える。「COUNTDOWN JAPAN06/07」では電気関連の限定アイテムとして彼がデザインした「めいろTシャツ」が販売された。ソロでは電気グルーヴはもちろん、くるりなどジャンルを問わず数多くの楽曲のリミックスを手がけている。TASAKAとは電気のサポートメンバーとしての共演から発展し、「DISCO TWINS」なるクラブイベントを催し、同名のプロダクションユニットとして活動。2010年5月25日に過労による急性心不全で死去。石野やDJ TASAKAもTwitter上で哀悼の意を表した。
TOKYO No.1 SOUL SET
渡辺俊美(G.Vo.)、BIKKE(MC.Vo.)、川辺ヒロシ(Turntable)からなるユニット。電気との関係は、電気グルーヴ×スチャダラパーでの活動を経た以降、石野と川辺によるInKなど盛んだが、それ以前にも1990年代よりSOUL SETのメンバーは雑誌のインタビュー等で電気に対するリスペクトを表明していた。また、石野も『オールナイトニッポン』での浅草キッドとのサイコロトークの中で、「いま気になる女性タレント」として渡辺の妻であったタレントのちはるの名を挙げたり、ソウルセットの曲「ヤード」を自身の連載で大絶賛していた。また、石野、川辺ともに番組開始当初のNHK『ポップジャム』にて、「DJ」と称して変な神輿のような高いところにあるブースにひとりぼっちで置き去り&さらし者にされたという苦い経験を持つ。
小山田圭吾
ロリポップ・ソニック、フリッパーズ・ギターを経て、現在はソロユニットCORNELIUSとして活動するミュージシャン。電気とフリッパーズ・ギターは、スチャダラパーなどと共にデビュー当初からポストバンドブームという括りで論じられることが多く、電気も少なからず良きライバル的に意識していたようで、当時の発言の端々でフリッパーズの斬新な活動姿勢や作品などに肯定的な態度を示していた。「ミュージシャンの歌詞には思い入れが無い」と頻繁に言っていた石野ですら、CMJKとの対談で、「好きな歌詞のミュージシャン」としてフリッパーズギターを挙げていたほどである（CMJKはフリクションを挙げていた）。活動当時は自ら「『小学六年生』から『リミックス』まで」と語るほど多岐のジャンルに渡る媒体露出を行ったが、このプロモーションスタイルは電気やスチャダラパーにも影響を与えている（ただし、電気の場合は『リミックス』から『スーパー写真塾』までで、その後、電気グルーヴが小学六年生に露出した際には中山美穂の楽曲を酷評した）。瀧いわく日本の音楽業界は総て少なからず「小山田の影響を受けている」らしい。砂原は「KARATEKA」発表後に、石野の「いないいない病」の発病などから、一時的に解散の危機に陥った電気の状況を憂いで「まだ電気にとっての『ヘッド博士の世界塔』（※フリッパーズが解散直前に発表した傑作とされるアルバム）を作らずに終わるのは勿体無い」と涙ながらに訴えた。一方、小山田も自身のラジオ番組内で電気とスチャダラをして『別の学校にいる同じ学年の友人みたいなもの』と発言している。それから『オールナイトニッポン』、『ドリルキングアワー』に小山田がゲスト出演するなどの場面はあったが、音楽活動方面での直接的繋がりは1996年に発表された『96/69』まで待たれることとなる。このアルバムでは石野と砂原がそれぞれ一曲を手がけたが、当初の構想では電気グルーヴとして一曲任されるアイデアもあったという。同時期に製作された電気の「A」、小山田の「FANTASMA」は互いに何らかの影響を与え合う作品となったという。これ以降、電気とのメディア上での共演もさらに増え、テレビブロス10周年記念シングルとして「九官鳥 & ヒズフレンズ」を石野と共同制作。スペースシャワーTVの10周年記念イベント「2001: A SPACE SHOWER ODYSSEY」では対バンし、電気の10周年企画アルバム「The Last Supper」、電気グルーヴ×スチャダラパーのシングル「聖☆おじさん」にもリミキサーとして参加した。石野、川辺らと共にポップジャムの「DJブース」に置き去りにされた1人でもある。ピチカート・ファイヴと共に瀧が愛猫の便所を掃除したまま手を洗わず握った「喧嘩握り寿司」を食らわされた経験を持つ。
ケラリーノ・サンドロヴィッチ
かつては「人生」も所属したインディーズレーベル「ナゴムレコード」を主宰し、石野や瀧を静岡から全国区へブレイクさせた。自身も「有頂天」、「空手バカボン」として音楽活動を行い、石野にも多大なる影響を与える（「いないいない病」の先輩でもある）。これと並行して当時から劇団健康を主宰し、初期の公演では石野と瀧、大槻ケンヂらを演者として起用していた。1991年にクラブチッタ川崎のイベントに電気とともに「ロングバケーション」として出演したが、楽屋で他の出演バンドの喧嘩の嵐に巻き込まれた。その仲裁に砂原が入った時に「ケラさん、逃げて」と発した。2007年には彼が監督を務め、瀧も出演している映画『グミ・チョコレート・パイン』に電気がエンディングテーマ曲「少年ヤング」を提供。同曲シングルのジャケットイラストはケラの手によるものである。近年、飲み屋で泥酔状態の石野に遭遇し、「おばけカボチャに似ている」と笑いものにされ激怒した。
宇宙犬
名古屋のテクノDJ、中原忍らを中心に結成されたユニット。初期電気グルーヴと酷似したスタイルでオモロテクノラップを展開。電気本体としての活動が半ば休止に近い状況にあった『ORANGE』から『A』への間の時期にメジャーデビューし、数枚のCDを発表。当時のクラブ系雑誌のインタビューでは、電気グルーヴの名前が引き合いに出された時点で、ソロ活動に傾倒する当時のメンバー達に対する批判めいたコメントとノーリスペクトな態度を露にしていた。これに対して本人たちは、『メロン牧場』等の連載ではことあるごとに宇宙犬をネタにトークを展開。石野自ら「当時の電気は世の中にナメられていた」と語る状況を最も顕著に物語る事件のひとつ。
伊集院光
自称ギャグオペラ歌手であり元落語家のラジオパーソナリティ、タレント。電気とは共にニッポン放送でラジオ番組を持っていた頃の大親友であり最大の理解者の一人。伊集院は早くから電気のトークの手法やセンスを高く評価し、強い影響を受けている。『オールナイトニッポン』では土曜2部時代に天久聖一と共に「ポパイとマンガさんのザックザク情報局」なる嘘番組のパーソナリティとして登場したり（伊集院＝ポパイ、天久＝マンガさん）、火曜1部に昇格後は伊集院の担当していた『伊集院光のOh!デカナイト』が直前番組だったため度々番組に乱入、丸々2時間伊集院とのフリートークになってしまったこともある。『電気のANN』『Oh!デカナイト』は番組同士の交流も盛んで、いくつかの企画において数度対決している。まず、ニッポン放送で催された「スーパーファミスタ」対決では電気が惨敗。罰ゲームとしてサソリ、ムカデ、カマキリの腹などを串カツ状にしたゲテモノ料理を食べさせられるハメとなった（後日これが災いし、石野は発熱し体調を崩した）。続いて西武ライオンズ球場でリスナーと芸能人の混合チームによってオーロラビジョンとグラウンドを利用したファミスタ対決リターンマッチが開催された。なお、電気はこのイベントのライブアクトで尻を丸出しにした状態をオーロラビジョンに映し出し、出入り禁止になっている。そして『Oh!デカナイト』内の企画「ベースボールクイズin東京ドーム」の際には「蓮根頭ぶち殴り大会」を開催。電気チームと伊集院&久保こーじチームが対決したが、敗れた伊集院は罰ゲームとして陰毛を剃られ、それを筆に加工した「チン毛筆」を製作させられた。この「チン毛筆」は当時素人の女子高生だった乾貴美子が筆おろしを行っている。乾は伊集院、電気、そして浅草キッドがパーソナリティーを務めたそれぞれの番組のヘビーリスナーであり、電気のANN復活の折にはスタジオへ花束を送っていた。
近年ラジオ番組での共演を機に再び接近。2015年より放送されている「伊集院光のてれび」では伊集院光が石野卓球に直接依頼し、番組テーマソング「人間大統領」を書き下ろしてもらっている。
浅草キッド
玉袋筋太郎と水道橋博士からなるお笑いコンビ。電気とは『電気グルーヴのオールナイトニッポン』と『浅草キッドのオールナイトニッポン』『浅草キッドの土曜メキ突撃!ちんちん電車!』との間を通じて深い親交を得るようになる。その後は玉袋が紹介した風俗店へ電気の二人と繰り出し大暴れするような間柄に。『電気のANN』では2時間丸々この4人のフリートークになってしまうこともあった。また、電気の武道館単独初ライブの前座としてキッドが登場。電気とキッドのジョイントライブ「2階からギョー虫ぶらさげおじさん」も開催している。
ユースケ・サンタマリア
かつてラテンロックバンド「BINGO BONGO」にヴォーカル&司会として参加し、電気と同じくキューン・ソニーレコード（当時）に籍を置くミュージシャンであった。その縁で当時は瀧との関係は続き、「ピエール瀧生誕30周年パーティ」ではユースケが司会を務めている。瀧をして「同じジャンルの人」とは、バンドを解散しソロデビュー後間もない彼の弁である。
大槻ケンヂ
ミュージシャン、作家。現在は筋肉少女帯、特撮、空手バカボンのボーカリストとして活躍。「人生」が筋少と同じナゴムレコードに所属していた。人生のシングル「LOVE」では大槻やケラをゲストに迎えた。のちに「ボヨヨンロック」でメジャーデビューを果たす「まんが道」という大槻のバンドには瀧も参加していたことがある。インディーズ時代、瀧の静岡の実家へ遊びに行った際「高木ブー伝説」が高木の所属事務所（イザワオフィス）から訴えられたとの一報をケラと石野からの電話で知る。実際はガセの情報だったのだが、レコードは自主回収となり、ナゴム閉社への決定打のひとつとなってしまう。また、筋少メジャーデビュー後に大槻が『大槻ケンヂのオールナイトニッポン』を始める際、パートナーとしてまだインディーズで一般の知名度がほぼ皆無であった石野を起用したいという意向をディレクターに打診したが却下されたというエピソードもある。のちに電気のメジャーデビューにあわせ大槻のオールナイトの枠を借りた電気の特別番組が放送され、それを受ける形で数ヵ月後に電気のオールナイトが放送開始された。2007年には自身が原作の映画『グミ・チョコレート・パイン』に楽曲提供を受けている。
篠原ともえ
1995年に「篠原ともえ+石野卓球」名義のシングル「チャイム」でデビュー。それ以降から初期の活動にあたる三枚のシングルと一枚のアルバムのプロデュースを石野が担当。シングルのカップリングでは人生や電気のライヴのみで演奏されていた楽曲「ポールレモス（チチョリーナ）」（「忘れちゃうモン」に改題）をカバーしている。電気のアルバム『VOXXX』にはゲストボーカルとして参加した。当初「こいつなら恋愛関係に発展することはないだろう」と見込んで石野はプロデュースを引き受けたが、当時16歳だった彼女の肌が赤ちゃんの肌のようにスベスベしていたことを気に入り、顔面を舐めたり、自分の肛門付近の痔を撮影したデジタルカメラ画像を見せる、ラジオで共演した際には胸を触ったりするなどのセクハラまがいのスキンシップを行っていた。2010年の篠原ともえ15周年記念ライブには電気メンバーが出演、同年に発売された『スーパーモデル15thアニバーサリーedition』の付属DVDでは、石野が篠原と共に過去の秘蔵映像に合わせてオーディオコメンタリーを行っている。また、毎年元日にLIQUIDROOMで、瀧、スチャダラパーANI、篠原とで餅つき大会を行っている。この餅つきは今までファンの見学参加は無料だったが、2015年からは年越しライブ入場料金とは別に2000円を徴収するようになった。
李博士
韓国のポンチャックの第一人者。石野が敬愛する根本敬によって日本にその活動が伝えられ、その独自のスタイルに衝撃を受けた電気の推薦もありキューンレコードより日本デビュー。電気の日本武道館公演のオープニングアクトを務めた。電気の楽曲「N.O.」を含む日本のヒット曲メドレーをポンチャック化したCD『ポンチャック大百科』とそのリミックス盤『李博士vs電気グルーヴの「ひらけ!ポンチャック」』などをリリースした。韓国では2000年代に入り逆輸入のかたちでリミックス盤がテクノポンチャク（テックポン）として評価された。
トビーネイション
テクノDJのTOBYによるプロジェクト。通称「テクノ外交官」として日本国内へのテクノの認知度アップにも尽力し、電気の海外進出を大きくサポートした人物でもある。自身も「虹」のドイツ盤でリミキサーとして参加した。現在は日本に拠点を移し、石野と並ぶ日本のテクノシーンのベテランDJとして活躍している。
田中秀幸
株式会社フレイムグラフィックス代表のアートディレクター。電気の作品のアートワークやPVの多くを手がけ、「グルーヴ地獄V」にも参加した。瀧とは「プリンストンガ」なるVJユニットを結成し、WIREなどで活躍している。NHKのアマチュアクリエイター育成番組『デジタル・スタジアム』には瀧をパートナーに出演している。
ユニコーン
1990年代初頭のバンドブーム以降の日本のメジャーシーンでブレイクしたバンドの中で、珍しく公に電気がリスペクトを表明した存在。特にライヴでのハイテンションなパフォーマンスが目立った阿部義晴を評価していた。そこから発展したのか、阿部のソロ作品発表の際は電気が作詞を担当している。また、ゲーム好きということで『オールナイトニッポン』では奥田民生との対決も実現。のちに「“KARATEKA”マガジン」にコメントも寄せている。1993年9月21日に電気の『オールナイト』の枠を借りて組まれた特番にてバンド解散が発表された。2009年2月15日にテレビ朝日で放送されたユニコーン再結成の記念番組では瀧が司会進行を担当した。
宇川直宏
MOM/N/DAD PRODUCTIONS, Mixrooffice, GODFATHER主宰。『電気グルーヴ×スチャダラパー/TWILIGHT』のミュージック・ビデオを監督。2006年には『フジロックフェスティバル』のグリーンステージで電気グルーヴのVJを担当した。またWIREでは5年間連続VJとして出演し、石野との競演も多い。また新宿リキッドルーム（現/恵比寿リキッドルーム）では、毎年恒例となった石野卓球の16時間以上に及ぶ死亡遊戯カウントダウンプレイに、共にVJとしてウルトラロングセットを6年連続完走し解脱し続けている。更には石野&川辺のユニットINK『C-46』のCDジャケット、ミュージッククリップも手掛けている。
田中フミヤ
テクノミュージシャン、DJ。まだ無名の時期に大阪に訪れた石野と意気投合し、自身のレーベル「とれまレコード」を主宰。1993年頃より黎明期の日本のテクノシーンを石野と共に牽引した。石野にDJを薦めたのも彼。「とれま」の初期のリリースには石野の変名「DOVE LOVES DUB」の作品や石野とまりんのユニット「マンガヘッド」のリミックス曲などがあった。電気グルーヴの活動には一部の楽曲のプロデュースや「たんぽぽツアー」への参加(一部の公演では彼のDJプレイと電気のライヴの二本立イベント形式がとられた)などがある。また、石野以外ではWIREに毎年出演していた唯一のアクトである。
渡部高士
サウンドエンジニア、ミュージシャン。90年代半ばより、石野卓球『ベルリントラックス』、電気グルーヴ『VOXXX』を始め、多くの作品に関わる。電気のライヴ（ヨーロッパツアー、WIRE等）や石野ソロのライヴにもパートナーとして参加することもある。電気のリミックスなども担当している。
リリー・フランキー
イラストレーター、小説家、ミュージシャン等、幅広く活動。瀧とは『ココリコミラクルタイプ』で長年共演し、石野とはインストアトークイベントとして『InKとリリーフランキーの楽しいおしゃべり』を開催した。
三平×2
電気のANNにおいて、「ツチノコ市場」、「北京面（ペキンヅラ）」等のペンネームで知られた出待ち兼ハガキ職人。大川興業メンバーを経て、現在は「ペイパービュウ」というコンビで西口プロレスのイベント出演などで活動中。
スチャダラパー
BOSEが人生時代からのファンであり、電気グルーヴとほぼ同期。2005年には「電気グルーヴ×スチャダラパー」としてコラボレーションをし、その後も度々コラボしている。
ソウル・フラワー・ユニオン
ナオト(ORANGE RANGE)
BOOM BOOM SATELLITES
有吉弘行
遠藤薫
THE CRAZY SKB
POLYSICS
ダウンタウン
オードリー
ボケの春日俊彰が、「電気以外聴かない」と述べるほどの電気グルーヴの大ファンである。NHK・BS2にて放送された、「電気グルーヴ20周年 ライヴ&アンソロジー」にも、オードリーの二人が出演し、VTRコメントを寄せている。
牛尾憲輔
agraph、LAMAのメンバーで、(故)KAGAMIの後任ライブ・サポートメンバー。プログラマー、サウンドエンジニア、プロデューサー、Pro Toolsオペレーター、またステージ演出に関するアイディア提供も行うなど、昨今の電気の活動にとって非常に重要な存在となっている。石野とは大学2年次に「STERNE（石野がホストを務めるパーティ）」で出会いを果たし、Pro Toolsオペレーターでミュージシャン志望であること、音楽業界へ入りたいとの想いを伝えたところ、石野から「裏で話そう」と誘われ10分ほど対話。その場で「アルバムを一緒に作ろう」との言葉をかけられ、サポートメンバーとして迎えられる。以降、電気グルーヴや石野卓球、RYUKYUDISKO、DISCO TWINSらをサポート。
ハリウッドザコシショウ
同郷でファンであることを公表している、電気グルーヴの20周年記念イベントにゲストで出演したり、『ピエール瀧のしょんないTV』（静岡朝日テレビ）に準レギュラー出演していたほか、2017年には石野卓球プロデュースの楽曲「ゴキブリ男」で歌手デビューもしている。

## 備考

### DENKI GROOVE INFORMATION
電気グルーヴのオフィシャルファンクラブ。入会特典 として会員証と年数回発行される会報(現在2006年3月発行のvol.74まで)が配られるが、会員証は特製CDシングルがその役割を果たしているのが特徴である。そのCDでしか聴くことができない特別音源（※2000年発行版の「Suppe Suppe Inbe Inbe」のみベスト盤『SINGLES and STRIKES』に採録）とファンクラブの連絡先のナレーションが収録されている。この会員証は入会時にしか発行されず、定期的に内容は更新されている。その全てを入手することは困難である。

### 鬼日
電気グルーヴ内では11月17日を「鬼日（きび）」と制定している。1990年11月17日、イギリスのマンチェスターで製作されたファーストアルバム「FLASH PAPA」レコーディング中、収録曲「カフェ・ド・鬼」の瀧の担当パートである「鬼、鬼〜♪」のテイクに何故か何度やってもOKが出ず、数十回にわたり延々と「鬼」と言わなければいけなかったエピソードに由来する。以来、瀧が「今まで生きてきた人生の中で最も『鬼』という言葉を口にした日」として、この日を「鬼日」とした。この時のプロデューサーはヒプノトーンのトニー・マーティンが務めた。毎年この日に公式ウェブサイトが記念仕様に更新され、2016年にはこの日に因んで公式Youtubeチャンネルより「Cafe de 鬼（顔と科学）」のミュージック・ビデオが公開された。

### ピグ
電気グルーヴや関連作品などを繋ぐ一種のキーワード。元々は石野と瀧が高校時代に製作したテープに由来する。石野と瀧の共通の友人Hを石野の自宅に招き、彼と面識のないツッパリで強面の先輩（実際には石野の後輩）を同席させ、Hに罰ゲームやヨガなどの無理難題を強要させた。その際、ちょうど脚を頭の後ろに上げるポーズをとらせた時、あまりにも無理な姿勢だった為、突如Hの口から悲鳴とも呻きともつかない声が漏れた。それが「ピグ」である。※あくまでもこれは身内でのドッキリ企画のようなもので、後日Hにも事の説明と了解があったらしい。
この一部始終はラジカセで録音されており、当時の電気グルーヴの前身バンド「人生」のライヴでも流された。1992年には「オールナイトニッポン」で瀧も参加した後日談的第二弾のテープと共に放送。
1996年5月には田中フミヤのレーベル「UNTITLED」のコンピレーションアルバム『UNTITLED ABSTRUCT SET 2』に「PIGU 1985」というタイトルで、これまで未発表だった部分も含めた内容がCD化された。以後、電気グルーヴ周辺の関連作品では、この「PIGU 1985」からのボイスサンプリングが頻繁に行われることとなった。
具体例としては電気グルーヴの「なんとも言えないわびしい 気持ちになったことはあるかい?」、「スコーピオン」、「エジソン電」などの楽曲、田中フミヤによるHOODRUMの「High And Low」、篠原ともえ「クルクル ミラクル」(サンプリングだけでなく、篠原による「ピグ」も収録)、コーネリアス「Moon Walk（砂原良徳Remix）」などがある。
アルバム『VOXXX』では実際に収録はされなかったが、「瀧が来ない」というタイトルで「ピグ」のテープからのサンプリングで構成された楽曲が製作されていたことが当時のインタビューで語られている。その他、電気グルーヴプロデュースによるPlayStation用ソフト『グルーヴ地獄V』でも音源が使用されている。
「珍遊記 -太郎とゆかいな仲間たち-」（1991年-1992年、集英社 漫☆画太郎著）
『オールナイトニッポン』をきっかけに親交を深めた漫☆画太郎の『週刊少年ジャンプ』誌連載作品。当時まさに黄金期だったジャンプの連載陣のなかで、異彩を放ちつつ孤軍奮闘する画太郎に対し、電気は番組中でエールをずっと送り続けていた。画太郎自身にもそれは確実に届いており、打ち切り直前の終盤にて本編に石野と瀧をキャラクターとして登場させた。最終回のエンドクレジットにも電気グルーヴの名が刻まれており、最終巻では瀧が巻末コメントを寄せた。その後も親交は続いており、瀧とタッグを組んで「虐殺!ハートフルカンパニー」、「樹海少年ZOO1」などの作品を生み出した他、実写映画版『ババァゾーン』にも瀧が出演した。

### 電気語
「電気語」とは、電気グルーヴの楽曲の歌詞や、電気グルーヴのオールナイトニッポン内で石野と瀧によって交わされた会話の特徴的な単語やノリ、番組の各コーナーで生まれた独特のテイストを含んだ会話や文章を指す。「電気しゃべり」とも。特に石野の果たした役割は大きく、当時多くの番組リスナーたちが影響を受けた。ANN1部当時、個人で「電気語辞典」を作成して番組宛に送りつけた女性リスナーがいたが、彼女こそは後に『ニュースステーション』でお天気お姉さんを務めることになる乾貴美子であった。

#### 主な電気語
- ディープ
- ブスかわいい
- エレジー入る
- マズイ/マジイ
- 笑う〜/笑うなぁ〜/笑うわ〜/笑った〜
- ツラ（面、顔）/ツラ構え
- 顔が曲がる
- ボラれた!
- パワーある
- 震えたね
- 事件事件事件!
- - したですよ
- 見たか?聞いたか?楽しんだか?
- 杉山（平凡な日本人の苗字の例として石野が主に頻用。彼らの故郷・静岡県に多い姓である。）
- デーブエンジェル
- ユーチュルビック
- あたたか、めっちゃか、あたたかチャ〜
- 健太（小学生っぽい名前）

## 主な使用機材

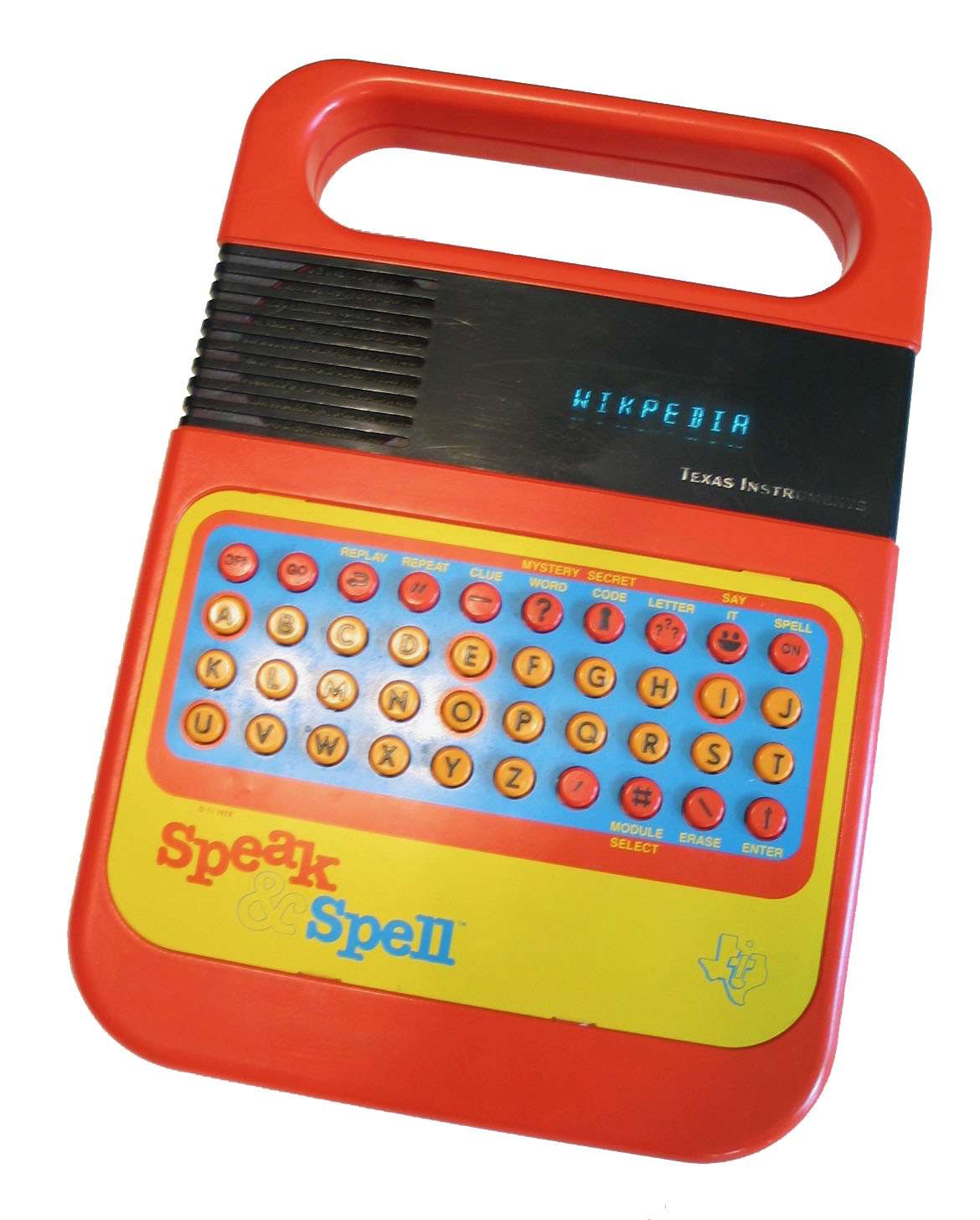
テキサス・インスツルメンツのSpeak & Spell

SH-2
Roland SH-2は、ローランドが発表したモノフォニックアナログシンセサイザー。石野にとって最初のシンセ。シンプルでコンパクトながら、その完成度は高く、生産完了から久しい現在でも中古市場でプレミア化している。「人生」時代より数々の楽曲で主戦力として活躍し続けているが、「Shangri-La」のシンセベースでの使用が最も有名。砂原も同じものを持っており、「A」のレコーディングでは砂原所有のものが使われていた模様。石野所有のものにはボディ全体に瀧による落書きが施されていた（近年は黒マジックと修正液で上から塗りつぶされている）。
W-30
ローランドが発表したミュージックワークステーション。サンプラーとシーケンサー、キーボードが一体になっている。石野が所有し、シーケンサーとしてコンピューターを本格導入する1995年まで、初期 - 中期の電気グルーヴのサウンドプロダクションの中核を成していたといっても過言ではない。「662 BPM BY DG」の内ジャケでその勇姿が確認できる。石野は機材の取扱説明書を読まないので、シーケンスパターンのコピー方法を知らず、曲の頭から最後までマニュアルで打ち込んだりしていた。
S-10
W-30と同じくローランドが発表したサンプラーで、やはり「662 BPM BY DG」の内ジャケで姿が確認できる。ピエール瀧がローンで購入した。この機材も結成当初の電気グルーヴで大活躍したといわれているが、サンプリングタイムが短いことと、保存メディアに時代遅れのクイックディスクを採用していたことなどから、AKAI S-1000導入以降は徐々に一線を退くこととなった。石野が最初に購入したサンプラー、X7000もクイックディスクを採用していた。既にメディア自体が入手困難だった為に、ファミコンのディスクシステム用のディスクを調達し、任天堂ロゴ部分をハンダごてで焼き切って代用品として使っていたという。
K1 II
カワイ製のデジタルPCMシンセ。今となってはマイナーな機材ではあるが、初期の電気では生音系の音色などで活躍した。WIRE04でのライヴの際、この時演奏された「電気ビリビリ」は「FLASH PAPA」収録のバージョンに近いアレンジが施されていたこともあり、石野は久々にこのシンセを引っ張り出してきて使ったらしい。
S1000
AKAIが発表したサンプラー。民間でもなんとか入手可能な価格と、充実した機能によって音楽シーンの歴史を塗り替えたともいわれる革命的機材。マイナーチェンジ版であるS1100と共に、初期のサンプリング主体だった電気のサウンドにおいてはレコードからのブレイクビーツ、フレーズサンプリングはもちろん、声ネタとしていかりや長介や横山やすしのボイスサンプル、果ては屁までさまざまな音がサンプリングされ、まさに縦横無尽の活躍を見せた。ただ、デビュー当時の電気にとってはやはり高価な代物であり、石野が増強メモリーを購入した際は、当時の給料が10万円だったところを、家賃が5万3千円、サンプラー関係のローン返済が月2万円となっていた為、相当貧しい生活を強いられていた。
JUNO-106
ローランドのアナログポリシンセ。オシレーターにDCOを使用することで音程が安定しており、ポリ仕様なので和音が弾ける。音色のメモリーも可能で、さらにMIDI規格にも対応しており使い勝手が良く、音も良い。これもS-1000などと並んで当時のテクノ/ハウス界で重宝されている逸品である。石野と砂原が愛用している。だが、砂原は親戚が購入した一台を借りたままずっと使っている。石野もやはり人生時代に友人から借りたまま済し崩し的に所有していたが、そのJUNOをなんと一旦は売り飛ばしてしまい、その後に必要性にかられて再び買い戻したという。現在に到るも永らく使用され続けており、まさに電気グルーヴや石野&砂原サウンドの要である。
POLY-800
コルグが発表したDCO方式のシンセサイザー。過去に石野の家に二台、瀧と砂原の家にそれぞれ一台が確認されている。そのうち石野と瀧が所有する一台はリバース鍵盤（白鍵と黒鍵の配色が逆になっている）というレアなモデルである。メンバー所有のうち一台は、「オールナイトニッポン」のリスナーにプレゼントされた。おなじDCO方式であるJUNOに比べれば若干チープな音色であるが、独特の味がある。簡易シーケンサーなども装備している。
MS-20
コルグが発表したアナログモノフォニックシンセサイザー。パッチングにより多彩な音作りが可能であり、石野とウェストバムのユニット「Takbam」のファーストシングルの音色は全てこのシンセで製作されたものである。完成度の高いフィルターは外部からの音源入力を通すことも可能であり、サンプラーの出音を取り込んで加工したりといった方法でも使用された。ただし、こういった古いシンセは同期規格が現在主流のMIDIとは異なっており、現状の打ち込み環境に組み込むには1993年前後の専用コンバーター普及まで待たねばならなかった。その為、手弾きしたフレーズをサンプラーに取り込むなどして使うしかなかったという。砂原は「キーボードスペシャル」連載にてこのシンセを売ってくれる人を公募していた。平沢進が自身のファンクラブ会報において所有する2台のうち1台を砂原にあげたと言っており、時期は不明だが平沢は自身のTwitterで「砂原君にMS-20あげたのは本当です。」と答えている。石野は「人生」時代に友人が所有していたものを借りたまま今も使用。
Jupiter-6、Jupiter-8
ともにローランドのアナログポリフォニックシンセサイザー。比較的アマチュアにも入手しやすかったJUNO系列の上位に位置し、とくにJupiter-8は日本国内最上位機種のひとつといえる。Jupiter-6はその廉価版ではあるが、Jupiter-8では対応していなかったMIDI規格を採用している点で重宝されており、InKのレコーディングでも活躍している。Jupiter-6は石野、Jupiter-8は砂原がそれぞれ所有。砂原のJupiter-8は前のオーナーの手でDIN Sync規格が取り付けられており、内蔵アルペジエイターのBPMをTB-303などと同期させることができたらしい。ちなみに石野が長年所有していたJupiter-6は、近年ソフトシンセによる稼働がほぼメインになったこともあってか、使用し続けていた実機を売却したとのこと。
TB-303
ローランドのアナログシンセサイザー。リズムマシンと同期演奏することを前提としたシーケンサー内蔵ベース音源として発売されたが、後年それとは違った用途で再評価され、アシッド・ハウスという一大ジャンルを形成するまでとなる。石野はとあるクラブに遊びに行った先でファンの少年からプレゼントされ入手。それを切っ掛けとしてこの機材に心酔し、『Flash Papa Menthol』以降の作品から大幅にフィーチャーしていくこととなる。折しも当時（1993年）には英国を中心としたアシッドハウスリヴァイバルが起こっており、そのシーンが電気の活動に与えた影響も大きい。「野村ツアー」で販売されていた限定TシャツはTB-303を正面にプリントしたものであった。日本ではYMOのアルバムで使用されたことや石野、砂原による音楽雑誌上での啓蒙活動もあり、その中古価格は高騰した。1990年代を過ぎてからは、熱狂的だったブームの沈静化もあり、作品から影を潜めていたものの、2004年以降の石野ソロを含む音源やライヴでは、再びその音色が大幅に使用されているのを聴くことが出来る。現在石野は計三台を所有し、最初の1台は人生時代から、そのうち一台はReal World Interfaces社による『Devilfish』というチューンナップ版に改造されている。
TR-808、TR-606
ともにローランドのリズムマシン。TR-808は「ヤオヤ」の愛称で親しまれるビンテージ機材であり、TR-606はその廉価版的ポジションにありつつ、ベースマシンであるTB-303の兄弟機にもあたり、303とほぼ同デザインの外観をもつ。電気のアルバム「VITAMIN」の内ジャケでは石野と砂原が303を携えているのに対し、瀧が持っているのがこの606である。いずれも初期のエレクトロヒップホップの作品で使用されたことなどで有名となった。プロ仕様にMIDI化改造などが施された物も多い。606は発売当初から比較的安価だった為、高校時代の石野はこれを購入し、初めて結成したバンド「メリーノイズ」のステージで使用していた。砂原も同じものを所有していた。電気グルーヴXスチャダラパーのレコーディングの際は、石野のmontagスタジオにあったこれをシンコが甚く気に入り、購入に走ったというエピソードも残っている。石野はFive-G製のMIDIキットを取り付けたTR-808も所有しており、WIREにおけるソロライヴなどで演奏している。
TR-909
ローランドの歴史的名機とも評されるリズムマシン。ハウスシーンにおける再評価によって、1990年代以降の幾多の音楽シーンに多大なる影響を与えた。電気の活動初期には本体そのものをメンバーが所有しておらず、主にレコード等からのサンプリング音源や、おなじくローランドのPCMリズムマシンR-8の音色ライブラリを使用するに止まっていたが、デビュー後に石野が入手。続いて砂原も必要性に駆られて導入したといわれる。一時期はその過剰なまでの愛着から、ライヴにおける舞台セットに巨大なTR-909とTB-303の書き割りを設けていたほどである。そのあまりにも有名な音色以外にも多機能で知られる909であるが、電気のレコーディングでは時期によって使用方法が異なるのも特徴である。当初はメインシーケンサー(W-30、MC-50等)で組まれたシーケンスによってMIDI音源的に使用されていたが、『ORANGE』の一部の曲では909本体内蔵のシーケンサーをメインに据え、サンプラーなどの外部音源をトリガーするといった使用がみられた。続く『A』ではメンバー自身がサンプラーによるリズムプロダクションに傾倒していた為、一旦音色をサンプラー内に取り込んだ上で間接的に使用されている。現在、石野使用のモデルはバスドラム、ハイハット、リムショット等に独自の改造を加えた上で再びメインのリズムマシンとして愛用されている。砂原は1995年のソロ作あたりからしばらく距離を置いていたが（一方で当時のインタビュー記事では『ただし売り払うつもりは全くない』と明言）、近年のスーパーカーのプロデュース作業などで再び大胆に使用した。
JD-990
ローランドが90年代に発表したデジタルシンセサイザー。基本的にはケン・イシイも愛用するJD-800のラックマウントタイプだが、スライダーによるパラメーター入力方式が最大の特徴だったJD-800の構成を全面的に見直し、ラックマウントタイプながら非常に扱いやすく設計されている。雑誌媒体の広告キャラクターを電気が務めたことでも有名。電気の作品では「VITAMIN」以降使用されており、砂原のソロ作品「TAKE OFF AND LANDING」、「THE SOUND OF 70's」でも活躍している。
vintage keys
E-MUのラックマウント型デジタルPCM音源。過去のアナログシンセ、エレピなど数々のヴィンテージキーボードの音色を収録している。この機材が発表された1993年前後から原点回帰的に、ヴィンテージ楽器としてのアナログシンセサイザー再評価の波が訪れた。電気のサウンドメイキングにも少なからず影響を与えており、これ以降は石野いわく「機材バブル期」として、数々のヴィンテージシンセが導入されていくこととなる。砂原が所有しており、主に「VITAMIN」における「Stingray」のフルート、「Popcorn」におけるメロトロンの音色が代表的である。
MS-404
ドイツのドイプファーが発表したアナログ・モノフォニック・シンセサイザー。1Uラックタイプで、外観も構造もシンプルでコンパクトな内容だが、非常に使い勝手が良く、数多くのミュージシャンに重宝されている。元々は1993年以降のTB-303ブームに便乗した機材だったが、実際は普通のシンセ系の音から、リズム系、SEまで幅広く使える上、オマケとしてMS-20同様のフィルター外部入力や、MIDIとCV/GATE規格を繋ぐコンバーターとしても使用可能であった。1995年当時にTB-303に若干食傷気味だった石野&砂原の間に一時的なブームを起こす。石野が『リミックス』誌で連載していたコラムでも、その年のベスト機材として挙げていたほどである。石野のソロアルバム『DOVE LOVES DUB』や大友克洋監督作品「MEMORIES」に提供したテーマ曲、その後の電気のアルバム『ORANGE』にて全面的に活躍した。特に石野がMICKIEE名義でとれまレコードからリリースしたシングルは、LFOを発振させた際の個性的な音色を全面的に押し出した内容であった。砂原は同時期のソロ作「CROSSOVER」では敢えてシンセの使用を自制して臨んだ為、森若香織のリミックス以降の使用となる。
DSM-1
コルグの12bitサンプリングシンセサイザーDSS-1のラックマウントタイプ。「サンプリングシンセサイザー」と銘打っており、1990年代中期以降は12bitサンプリング方式ということで、当時主流の16bit方式よりスペックでは劣ってはいたものの、むしろこれらの旧式サンプラーは、折からのLO-FIブームの影響で、その荒い音質が逆に評価されていた。特にDSM-1、DSS-1はメモリー内にサンプリングせずとも外部入力から音を取り込んでスルーするだけで12bitサンプラー独特の音質効果が得られるということで、ボーカルなどの長尺の素材に対してエフェクター的に使用されることが多かった。最初にテイ・トウワ、坂本龍一らを中心に再評価の波は広がり、電気の『ORANGE』のレコーディングでも主に砂原が使用していた。
SP1200
DSM-1と並び、1990年代中期以降に再評価されたビンテージ12bitサンプラーの筆頭として挙げられる名機。こちらはE-MUの製品である。後のAKAI製MPCシリーズにも通ずるシーケンサーとサンプラーが一体となったワークステーションタイプである。サンプリングした音の荒さもあるが、個性的なフィルターとも相まって、とにかく出音が凄まじく太くなるという点で、テクノよりもどちらかというとヒップホップ界での評価が高い。内蔵のシーケンサーも独自の揺れを持っている。日本にて注目される切っ掛けとなったのは、1994年に坂本龍一がリリースした「Sweet Revenge」と、その製作のキーパーソンともなったテイ・トウワのソロアルバム「Future Listening!」、そして彼らがプロデュースしたGEISHA GIRLSのシングル以降だと思われる。テイは森俊彦らと共に、その名も「SP1200プロダクションズ」を結成するほどの熱の入れ様だった。テイとも親交の深い砂原も2ndソロアルバムの製作辺りから導入し、『A』のレコーディングでも使用された。そして、バンド脱退後にARMEN 1200 Soundというラックタイプへと改造を施している。スチャダラパーも1995年のアルバム『5th wheel 2 the coach』から使用しており、リリックの中にも随所にその名が登場する。
ReCycle!
Propellerheadが製作したPC用波形編集ソフトウェア。PC上やサンプラー内のサンプリング素材を取り込み、アタック部分を自動的に検知して分割し、さらに鍵盤上にマッピングしてくれるという機能を持つ。BPMを任意に設定してピッチを合せるなどの作業も容易に出来た。これらの作業はサンプラー単体でも不可能ではなかった行為だが、非常に手間が掛かった為、このソフトの登場は、とにかく1990年代後期以降のサンプリングミュージックには衝撃的な代物だった。面倒な作業から開放されるだけでなく、サンプルループ/ブレイクビーツの各パーツ前後並べ替えや一部差し替えなど、極めて複雑な構成でキットを組むことも頻繁に試されていった。このようにクリエイター達に新たな発想をもたらしたことでも特筆に価するソフトである。電気のレコーディングでは「A」で大活躍している。当時は「VITAMIN」以降から続いたリズムマシンで直接ビートを組む方法に対して食傷的になっていた為、TR-909のキックなどの定番ビートにも敢えてサンプリングを多用していた時期であった。
Cubase
ドイツのスタインバーグが製作したコンピューターソフト。初期はMIDIシーケンスソフトとして出発したが、昨今はVSTと呼ばれるオーディオ録音編集やプラグイン機能を備えたDAWソフトとなった。初期はATARIなどをプラットフォームとしていたが、現在はWindowsとMacが中心となっている。「FLASH PAPA」レコーディングの際にプロデューサーを務めたトニー・マーティンをはじめとし、当時のマンチェスターのシーンではATARI+Cubaseの組み合わせによるシーケンスが流行っていた為、石野も影響を受けすぐさま導入した。だが、ATARI自体にトラブルが多く、結局は慣れ親しんだW-30が1995年あたりまでメインシーケンサーを務めていた。こういったPCソフトによるシーケンスシステムの本格的導入はメンバー各自の1stソロ製作以降で、電気としては『A』のレコーディングで使用されたMAC+CubaseVST3.02からである。砂原のソロ作ではOpcode Systems製Visionを使用していたが、石野と足並みを揃える形で一時的に乗り換えていた（現在はApple社のLogicを使用している模様）。当時はオーディオ機能が導入されて間もない時期だったので、基本的にシーケンス部分のみの使用となったが、砂原いわく「2人でひとつのシーケンサーをいじるのは初めてで、ある意味バンドらしい」と語っていた。その後も電気や石野の作品では継続してCubaseVST、SXが愛用されている。現在はMacからWindowsに使用ハードが移されたが、業界で主流のProToolsよりも扱いやすさで石野はCubaseシリーズを好んでいるらしい。
SAM16
ドイツのSND社製アナログシーケンサー。パネル上に横に16個並んだツマミを操作しパターンを制作する方式を採っている。石野はこれで偶発的なフレーズを作り出し、そのデータをCubase上にて編集して楽曲に用いている。規格はMIDIとCV/GATEに対応している。全ての個体がハンドメイドで制作されており、総生産台数は極めて少ない。日本での所有者は石野の他に田中フミヤの二人だけであると言われている。InKのインタビューで川辺ヒロシは「軍用機械みたいな風貌」とコメントしている。
Sherman Filterbank
ベルギー製のフィルターマシン。フィルターマシンはサンプラーなどの外部音源を入力することで独特の音色変化が得られるのが特徴で、その効果を活用したフィルター・ハウスなどといったジャンルも1990年代後半よりダンスシーンに定着した。このSherman製の機材は効果が極端かつ予想不可能なものとして支持を得た。電気のレコーディングではフィルター・ハウス的な用いられ方よりも楽曲の着想段階で多用されたという。かつて石野はこれを肩に担いだ姿で雑誌の表紙を飾ったこともあった。
MACHINEDRUM
ELEKTRON社製 パーカッション・シンセサイザー
HPD-10
ROLAND社製 ハンド・パーカッション (ライブパフォーマンス時)
KAOSSILATOR
KORG社製 ダイナミック・フレーズ・シンセサイザー (ライブパフォーマンス時)
DJM-800
Pioneer社製 ミキサー (ライブパフォーマンス時)
SH-01 GAIA
ROLAND社製 シンセサイザー
RMX-1000
Pioneer社製 リミックスステーション (DJ、ライブパフォーマンス時)
DJM-2000Nexus
Pioneer社製 ミキサー (ライブパフォーマンス時)
reface CS
YAMAHA社製 バーチャルアナログシンセサイザー (ライブパフォーマンス時)
en:Speak & Spell (toy)